# Rotterdamsche Tramweg Maatschappij

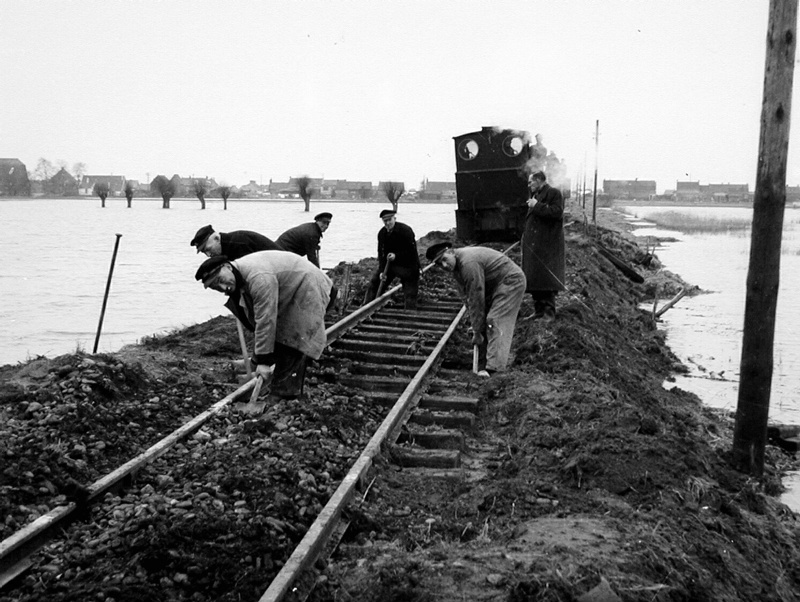
Herstel van de trambaan te Zuidland na de watersnood van 1953.

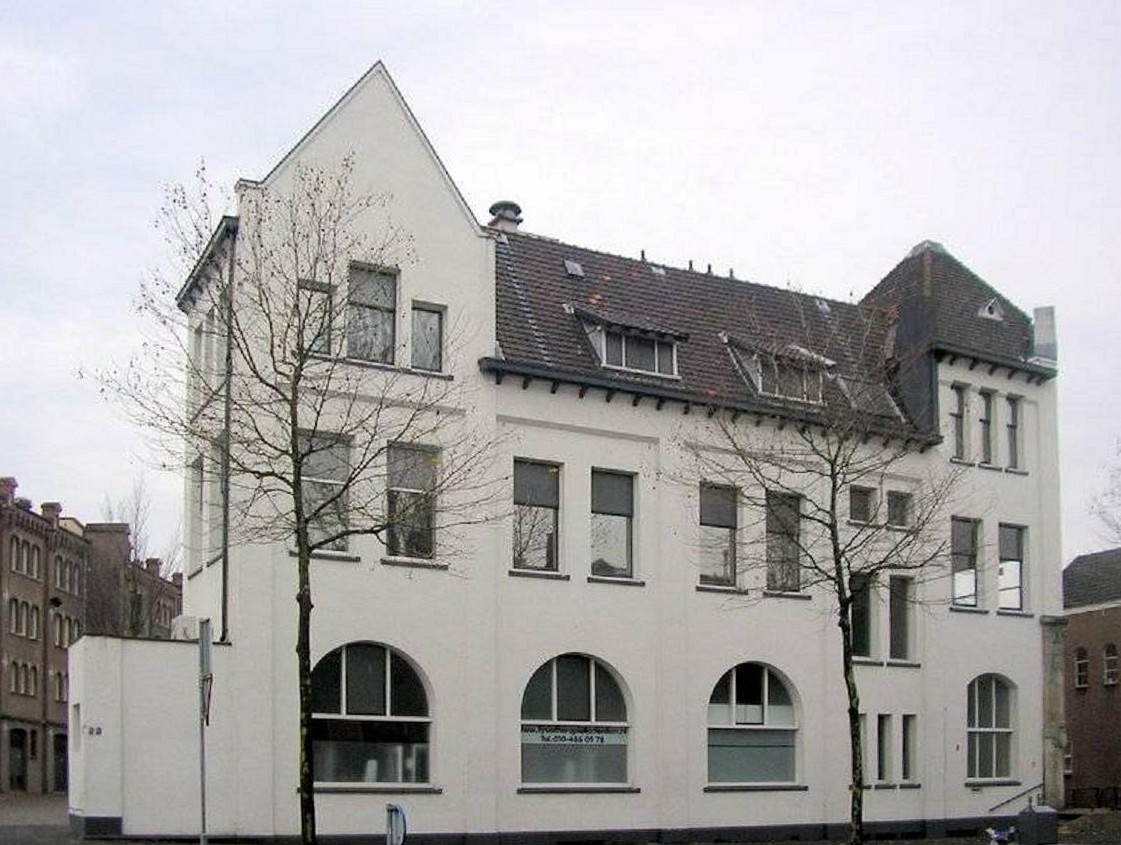
Voormalig hoofdkantoor en tramstation Rotterdam Rosestraat in 2006.

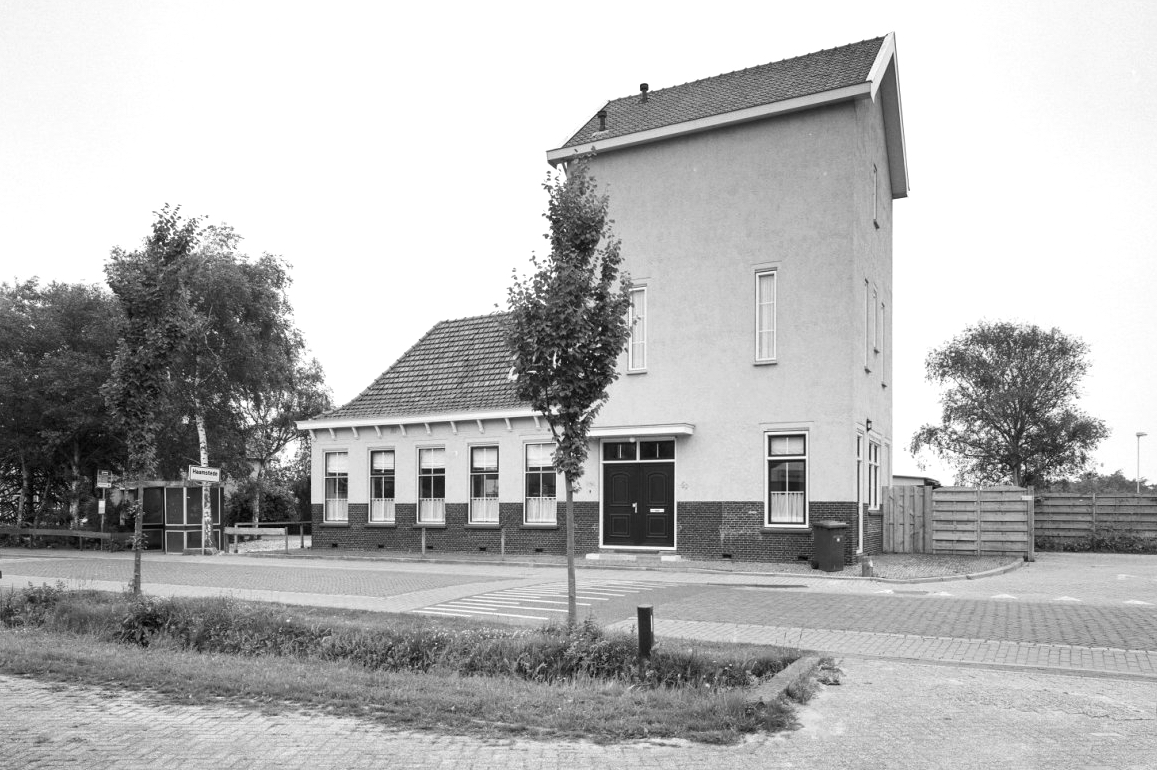
Voormalig tramstation Burgh in 2002.

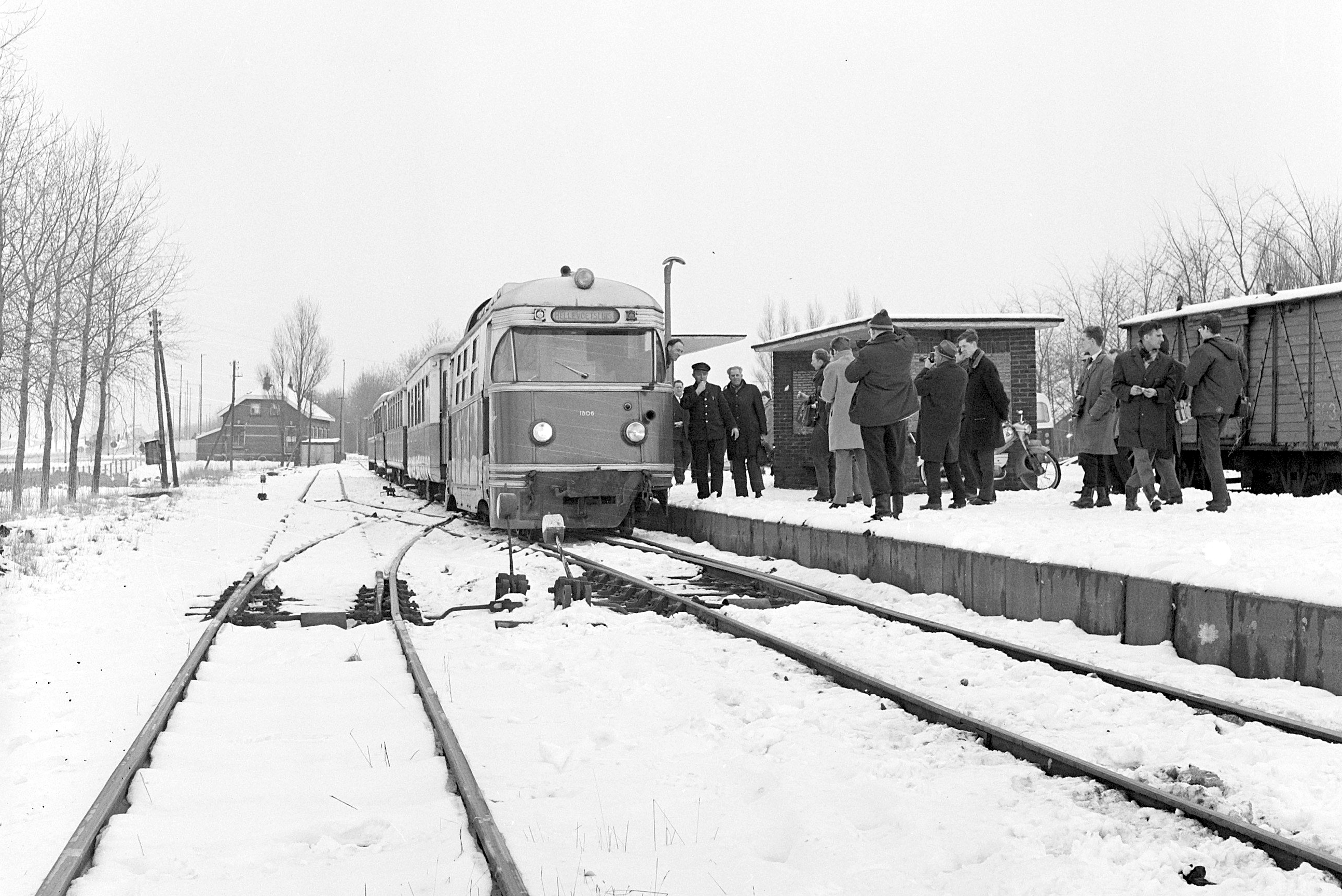
De laatste rit van de RTM-tram op 14 februari 1966 te Hellevoetsluis.

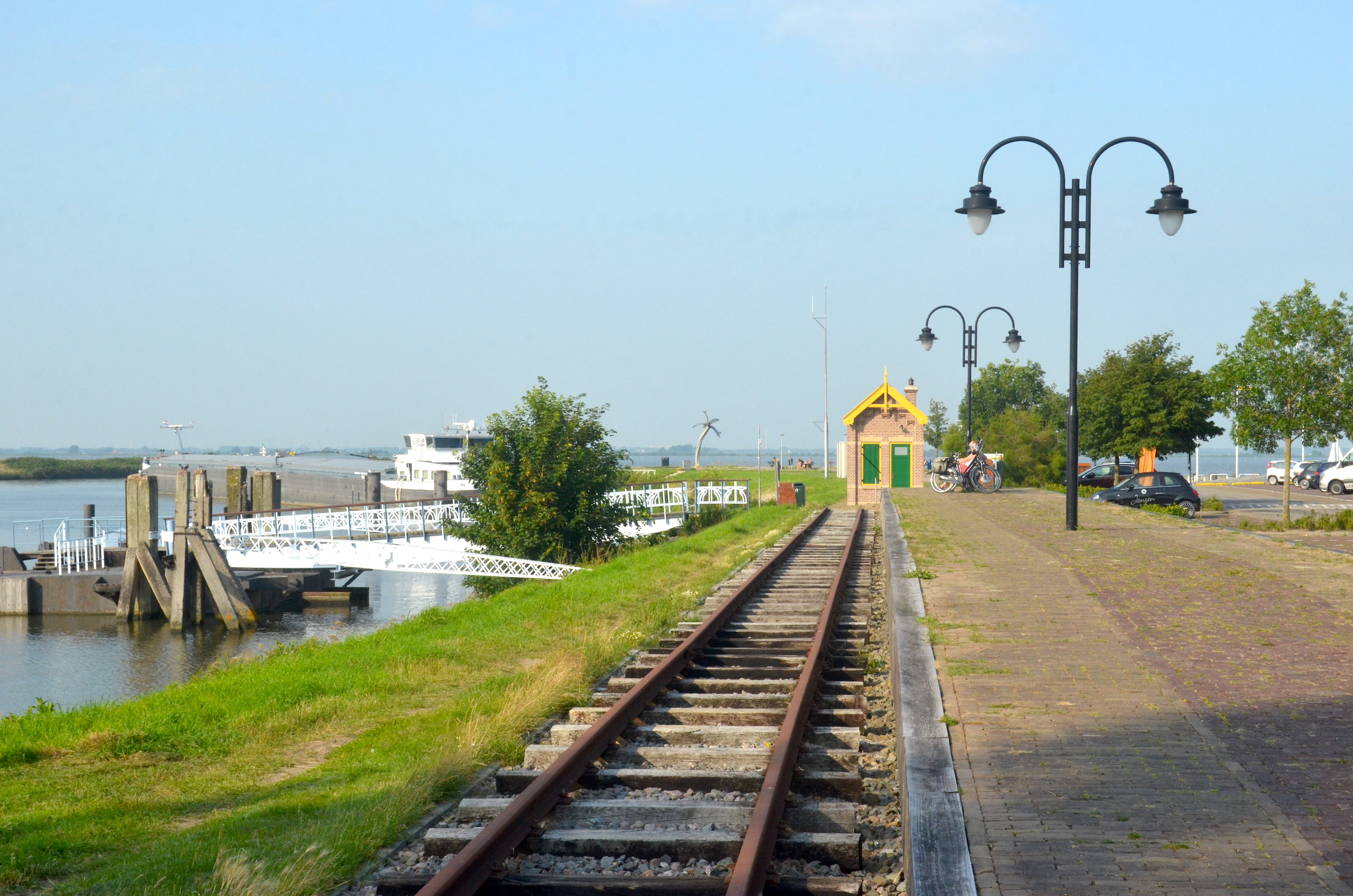
Te Middelharnis Haven is een perron met sporen herlegd als herinnering aan het vroegere RTM-trambedrijf van voor 1961; 21 juli 2021.

De N.V. Rotterdamsche Tramweg Maatschappij (RTM), gevestigd te Rotterdam, is in 1878 opgericht met als doel het verzorgen van tramvervoer in Rotterdam. De maatschappij exploiteerde ook tramlijnen en vervoersdiensten in andere plaatsen, onder meer Dordrecht en Leiden. Het is de eerste voorloper van de Rotterdamse Electrische Tram (RET). Er werd gereden met paardentram, stoomtrams, later dieseltrams en ten slotte, tot 1978, met autobussen. Ook heeft de RTM op grote schaal veerdiensten geëxploiteerd; deze vormden de onmisbare schakels tussen de tramlijnen op de eilanden omdat er vrijwel geen vaste verbindingen bestonden.

## Geschiedenis
Vanaf 1905 ging de Rotterdamsche Electrische Tramweg Maatschappij (RETM) het stadsvervoer verzorgen met elektrische trams, en exploiteerde de RTM uitsluitend de lijnen naar de Zuid-Hollandse Eilanden en Zeeland.
Door de opening van tram- en veerdiensten werden de tot dan toe slecht bereikbare eilanden ten zuiden van Rotterdam uit hun isolement verlost en verkregen betere verbindingen met de stad. De eerste stoomtramlijn werd geopend op 2 mei 1898 tussen Rotterdam-Zuid en de Hoeksche Waard, op 30 april 1900 gingen de eerste trams rijden op Schouwen-Duiveland. Op 1 oktober 1905 kwam de tram naar Voorne-Putten en vanaf 1 mei 1909 reden de trams ook op Goeree-Overflakkee. Daarnaast was er nog een RTM-tramdienst op Sint Philipsland en in West-Brabant (geopend op 30 april 1900).
Tussen IJsselmonde en Voorne-Putten en tussen IJsselmonde en de Hoeksche Waard reden de trams over respectievelijk de Spijkenisserbrug en de Barendrechtse brug. Tussen de andere eilanden zette de RTM veerdiensten in om de lijnen op elkaar aan te sluiten zoals vanuit Hellevoetsluis naar Middelharnis en Stellendam, vanuit Numansdorp naar Willemstad en Bruinisse en vanuit Anna-Jacobapolder naar Zijpe. Er werd gereden op smalspoor met een spoorwijdte van 1067 mm (Kaapspoor). De totale omvang van het smalspoornet was ongeveer 150 kilometer. De RTM kende naast het personenvervoer een omvangrijk goederenvervoer (kolen, suikerbieten, stukgoed, zuivel). In samenwerking met de NS ontwikkelde de RTM in de jaren twintig van de 20e eeuw een voorloper van het huidige containervervoer waarbij 'laadkisten' op eenvoudige wijze van een spoor- op een tramwagon overgezet konden worden.

### Baankwaliteit
De interlokale tramverbindingen van de RTM kwamen later tot stand dan andere tramverbindingen in Nederland. In het tijdsgewricht van aanleg was de landelijke en provinciale overheid van mening dat zij de aanleg diende te ondersteunen. Eerdere tramwegen werden dikwijls zo goedkoop mogelijk aangelegd, direct naast bestaande wegen en vaak niet van de beste kwaliteit. Dit leidde tot een verlaagde maximumsnelheid. Met steun van de overheid door middel van renteloze voorschotten was het mogelijk om de RTM-trambanen van een verhoogde kwaliteit aan te leggen, bijvoorbeeld met eigen tracés. Hierdoor was een hogere snelheid mogelijk. Dit leidde er decennia later toe dat de concurrentiepositie van de RTM-tram hoog bleef ten opzichte van de autobus waardoor de tramwegen relatief langer bleven rijden dan elders in Nederland.
Alleen het baanvak op Schouwen Duiveland was al veel eerder ontworpen (1891) dan aangelegd (1900) waardoor dit traject veel scherpe bogen kende en nog een trambaan "oude stijl" was. Later werden er enkele tracéwijzigingen doorgevoerd, waarbij bijvoorbeeld niet meer door de kern van Nieuwerkerk werd gereden maar via een gestrekt tracé ten zuiden van het dorp.

### Snelheid
Het baanvak en het materieel werd aangeschaft om snel te kunnen rijden, tot 40 km per uur. Toch was de snelheid bij opening beperkt tot 20 km/u vanwege de bestaande wetgeving voor openbaar middelen van vervoer. In 1902 wijzigde de wetgeving. De snelheid van 20 km/u bleef conform het Tramwegreglement 1902, maar het was onder voorwaarden mogelijk het baanvak en het trambedrijf geschikt te maken om te vallen onder het Vereenvoudigd Locaalspoorreglement 1902. Na verbeteringen werd de lijnen in enkele stappen geschikt gemaakt voor snelheden tot 35 kilometer per uur.

### Ongelukken
De stoomtram van de RTM had in de volksmond een lugubere bijnaam. In verband met de vele ongelukken op de routes door druk bevolkte wijken in Rotterdam-Zuid, zoals de Beijerlandselaan en Groene Hilledijk (Hillesluis), de Putselaan (Afrikaanderwijk) en Brielselaan (Tarwewijk) en de kruising Wolphaertsbocht / Boergoensestraat op Charlois, werd hij "het moordenaartje" genoemd. In dit opzicht was de RTM niet uniek in Nederland: ook stoomtramlijnen elders, zoals de Gooische Stoomtram, hadden de bijnaam "moordenaar".
In 1941 werd op last van de Duitse bezetter de tramdienst naar Zwijndrecht gestaakt. De overige lijnen bleven nog tot in de jaren vijftig/zestig in bedrijf. Na de Tweede Wereldoorlog deed de RTM veel moeite om het tramnet in stand te houden en te moderniseren. Er kwamen 'moderne' motortrams die de stoomtrams vervingen. Ook veel rijtuigen werden gemoderniseerd. De RTM hield het veel langer vol dan de meeste andere Nederlandse stoomtrambedrijven, die (behalve de Gelderse Tram) aan het einde van de jaren veertig alle door busdiensten waren vervangen. Het beperkte wegennet op de eilanden maakte vervanging door busdiensten lange tijd onmogelijk. Ook het goederenvervoer was van grote omvang.

### Inkrimping en einde van de tramdiensten
Na de watersnood van 1953 werden de tramlijnen van de RTM een voor een opgeheven en werd het openbaar vervoer op de eilanden meer en meer verzorgd door busdiensten en later ook door de Rotterdamse metro van de RET. Op Schouwen-Duiveland en in West-Brabant keerde de tram na 1 februari 1953 niet meer terug. De overige lijnen kwamen nog wel in bedrijf, maar in de Hoeksche Waard en op Goeree-Overflakkee werden de tramdiensten in 1956-'57 stilgelegd. Kort bij de hol naar de Dordtsestraatweg liep een locomotief uit de rails doordat grond onder de bielzen eerder was weggespoeld. Daarna bleven alleen de trams naar Voorne-Putten nog over, die in 1965-'66 door busdiensten werden vervangen. Op 14 februari 1966 reed de laatste tram tussen Hellevoetsluis en Spijkenisse. Twee kleine restanten van het tramnet bleven nog enkele jaren na de opheffing van de rest van het net in bedrijf: Middelharnis – Middelharnis Haven tot 1961 en de sporen aan de haven van Zijpe tot 1972.

### Busbedrijf
De RTM, waarvan vrijwel alle aandelen in 1964 in handen van de NS waren gekomen, bleef nog bestaan als busmaatschappij. Daarbij werd de hoofdzetel van het bedrijf verplaatst van Rotterdam naar Zierikzee. In 1978, honderd jaar na de oprichting, ging de RTM, met twee andere voormalige stoomtrambedrijven Streekvervoer Walcheren (SW) en Zeeuws-Vlaamse Tramweg-Maatschappij (ZVTM), op in de N.V. Streekvervoer Zuid-West-Nederland (ZWN), eveneens te Zierikzee.

### Laatste veerdiensten

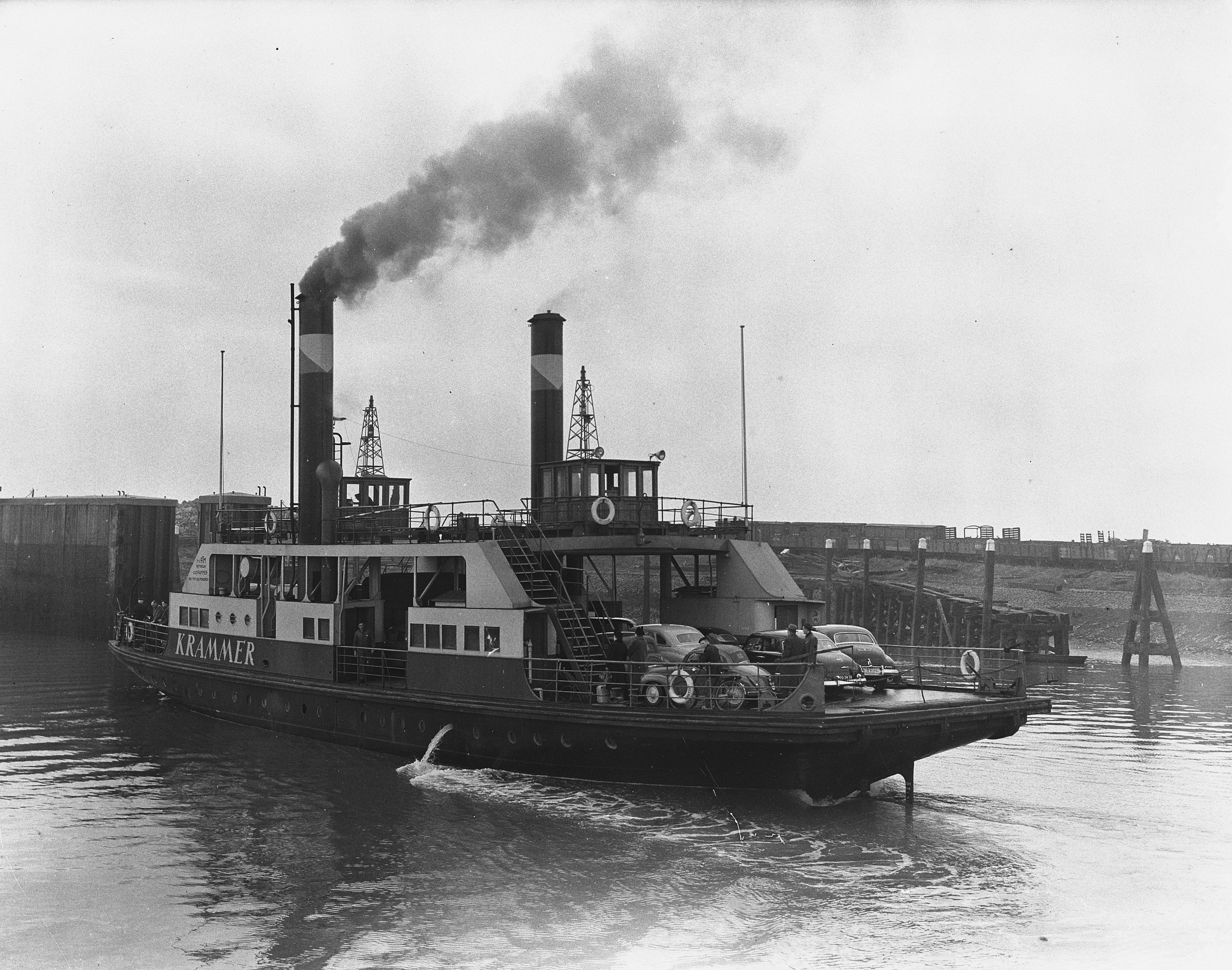
Veerboot in 1954

Met het gereedkomen van de dammen van het Deltaplan verdwenen ook de veerdiensten van de RTM. Het laatste veer, tussen Zijpe en Anna Jacobapolder ging uit de vaart met de voltooiing van de Philipsdam in 1988.

## Tramnet
De tramlijnen hadden het beginpunt bij de Rosestraat bij de Rotterdamse Maasbruggen op Rotterdam-Zuid, nu Kop van Zuid genoemd. Ook het hoofdkantoor was aan de Rosestraat gevestigd. Het totale tramnet had op het hoogtepunt een lengte van circa 229 kilometer. Daarnaast was de spoorlengte op emplacementen bijna 60 kilometer. De RTM reed op de volgende lijnen:
| Tramlijnen op het eiland IJsselmonde    | Periode     |
| --------------------------------------- | ----------- |
| Rotterdam – Spijkenisse                 | 1904 - 1965 |
| Rotterdam – Zuid-Beijerland             | 1898 - 1957 |
| Barendrecht – Zwijndrecht               | 1904 - 1941 |
| Tramlijnen op het eiland Hoeksche Waard | Periode     |
| Rotterdam – Zuid-Beijerland             | 1898 - 1957 |
| Krooswijk – Goudswaard                  | 1898 - 1956 |
| Blaaksche Dijk – Strijen                | 1904 - 1956 |
| Tramlijnen op het eiland Voorne-Putten  | Periode     |
| Spijkenisse – Hellevoetsluis            | 1905 - 1966 |
| Spijkenisse – Oostvoorne                | 1906 - 1965 |

| Tramlijnen op het eiland Goeree-Overflakkee                  | Periode     |
| ------------------------------------------------------------ | ----------- |
| Middelharnis – Ooltgensplaat                                 | 1909 - 1957 |
| Middelharnis – Ouddorp                                       | 1909 - 1957 |
| Tramlijn op het eiland Schouwen-Duiveland                    | Periode     |
| Zijpe – Burgh                                                | 1900 - 1953 |
| Tramlijnen op het eiland Sint Philipsland en in West-Brabant | Periode     |
| Anna Jacobapolder – Steenbergen                              | 1900 - 1953 |

### Wat er nog van de lijnen zichtbaar is
Vooral als je weet waar je moet zoeken zijn er nog veel elementen zichtbaar in het landschap. Ze worden beschreven bij de desbetreffende traject-artikelen.

### Foto's van de RTM in Spijkenisse

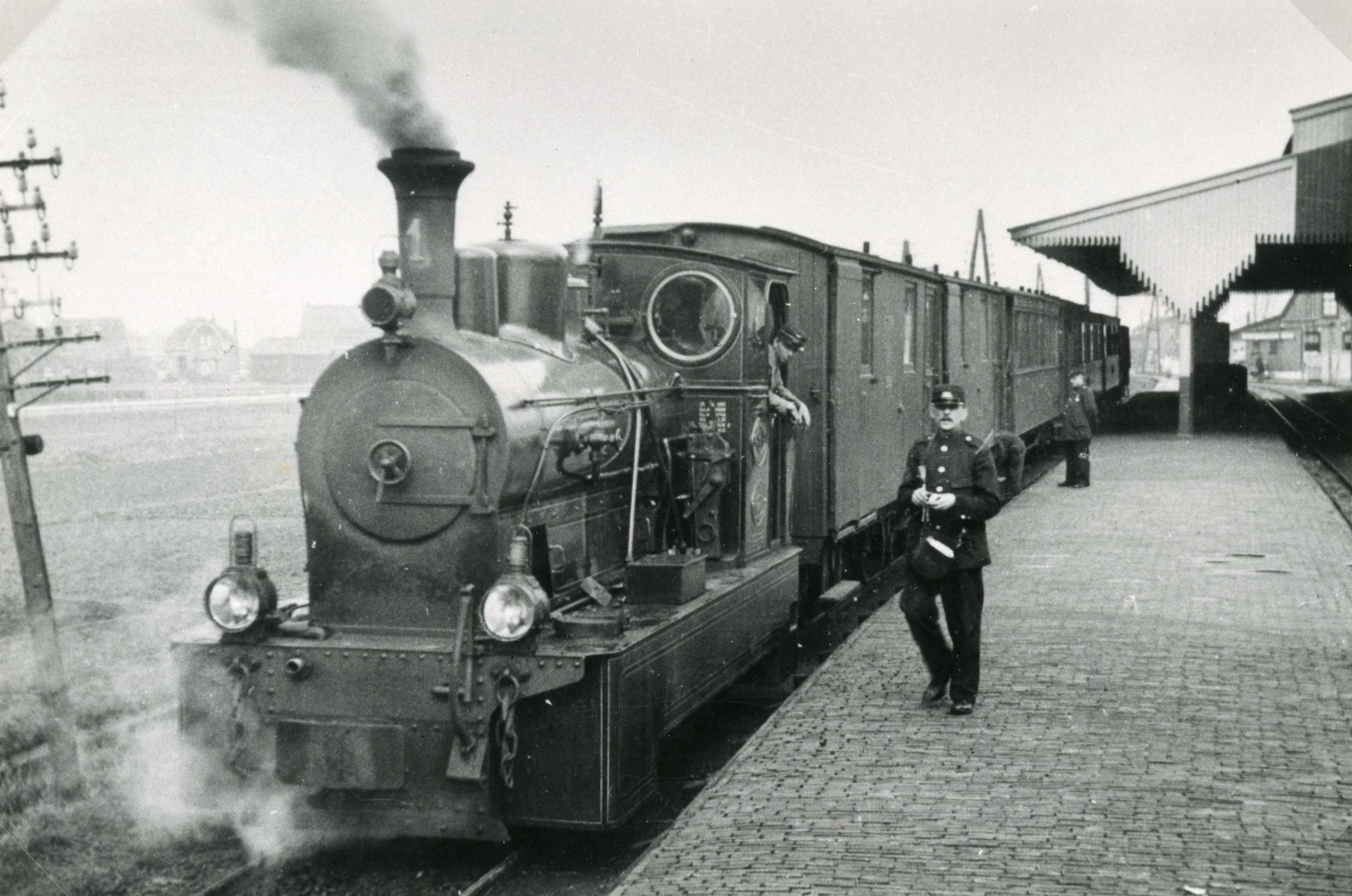
RTM stoomloc 1 (Werkspoor; bouwjaar 1905) te Spijkenisse. Het station heeft nog de oude houten perronkap; 5 april 1937.
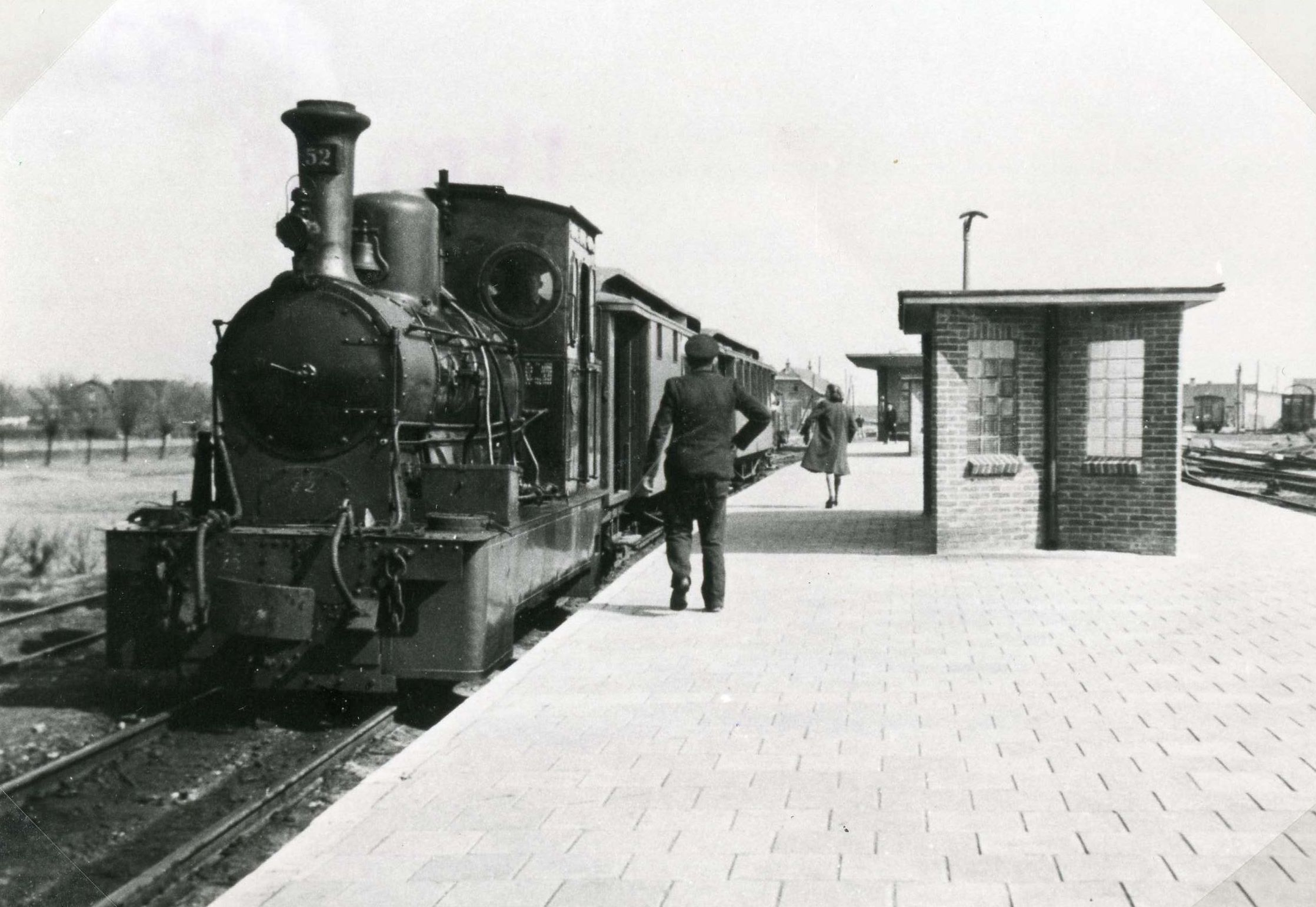
Tramstation Spijkenisse met stoomtram. RTM stoomloc 52 (Orenstein & Koppel; bouwjaar 1916) te Spijkenisse met tram naar Hellevoetsluis; 7 april 1950.
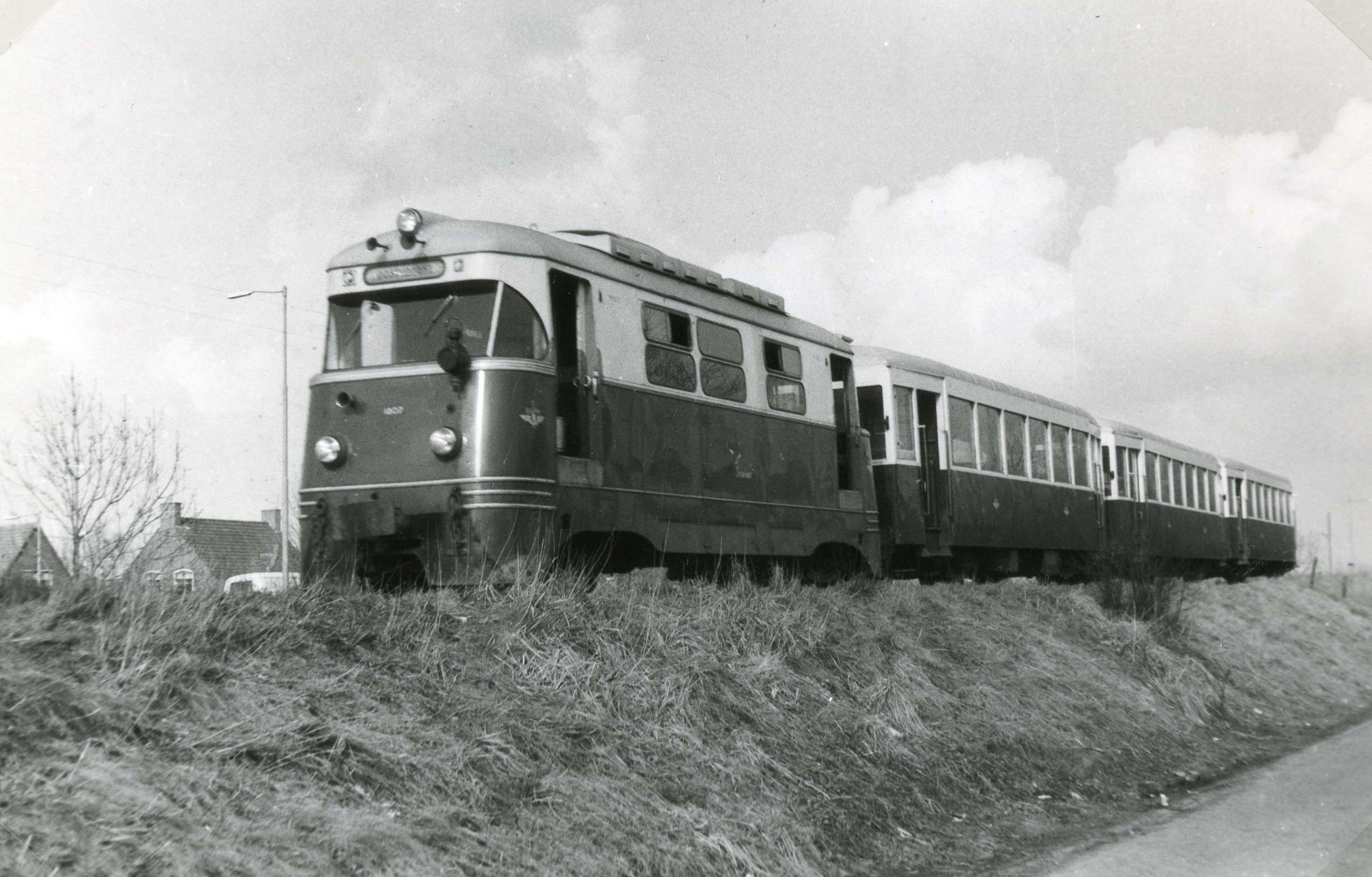
RTM-loc MD 1807 'Scholekster' met rijtuigen 1522-1524, ex-NMVB (Belgische Buurtspoorwegen), onderweg vanaf de Spijkenisserbrug langs het Molenpad richting Spijkenisse; 17 maart 1963.
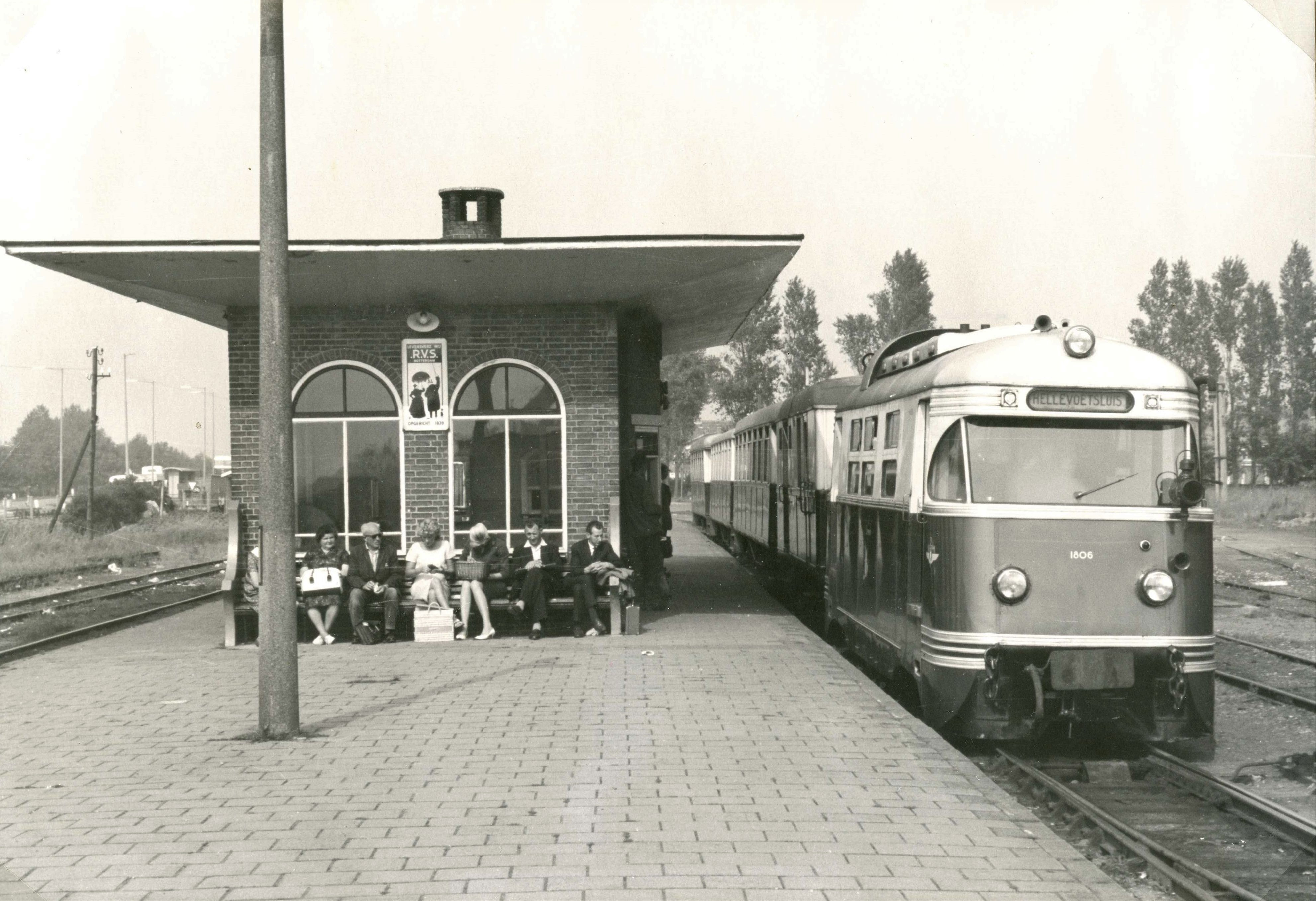
Tramstation Spijkenisse; RTM-loc MD 1806 'Bergeend' met tram richting Hellevoetsluis; zomer 1963.
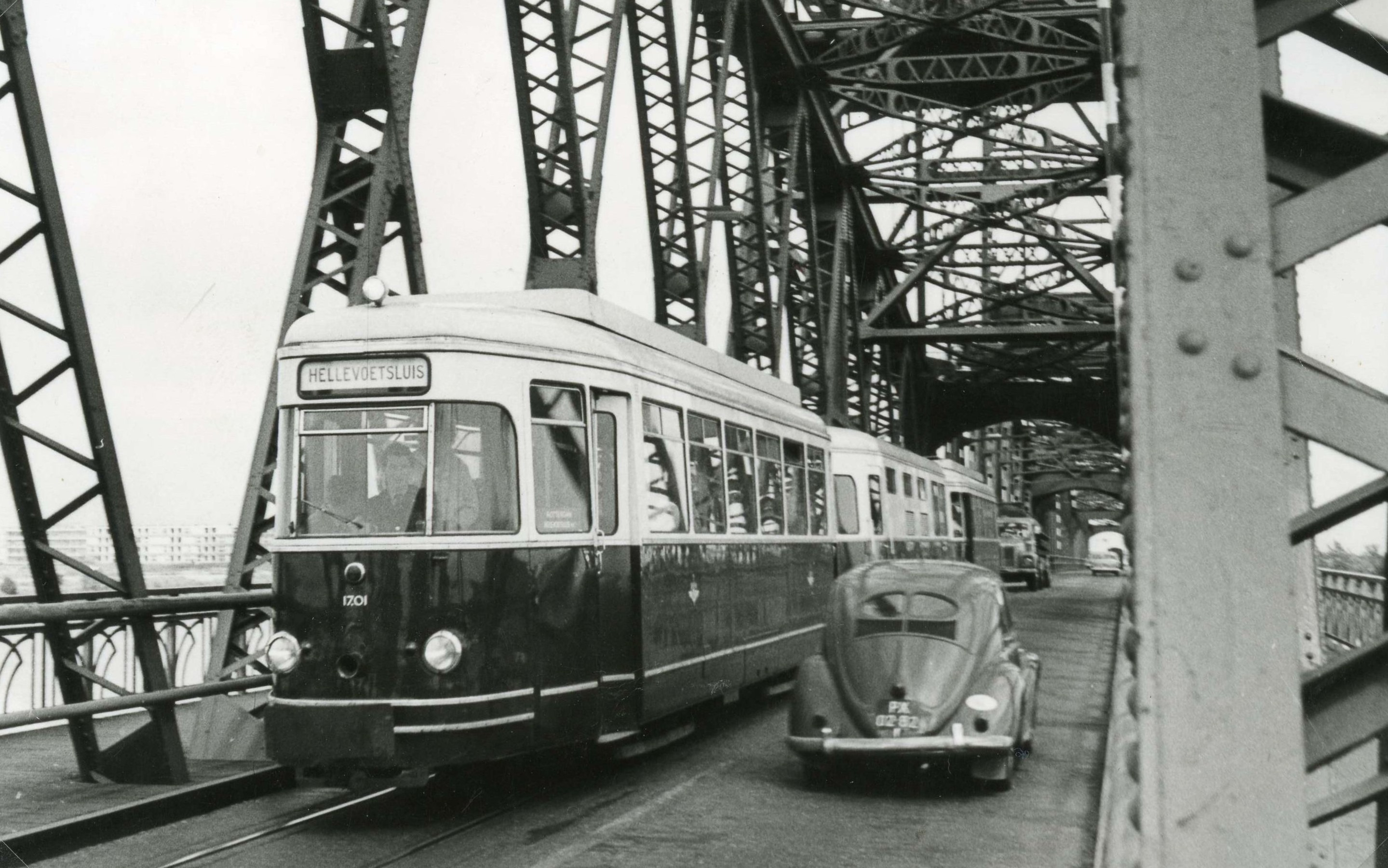
Tram op de Spijkenisserbrug; zo smal was de brug: er kon net een kleine auto de tram passeren, maar vrachtauto's moesten wachten. Dieselelektrisch tramstel RTM MBD 1700 EB 1701-1702 'Sperwer'; 1964. In de tegenrichting reden de (stoom)trams tegen de rijrichting in; daarom waren er rode lichten.
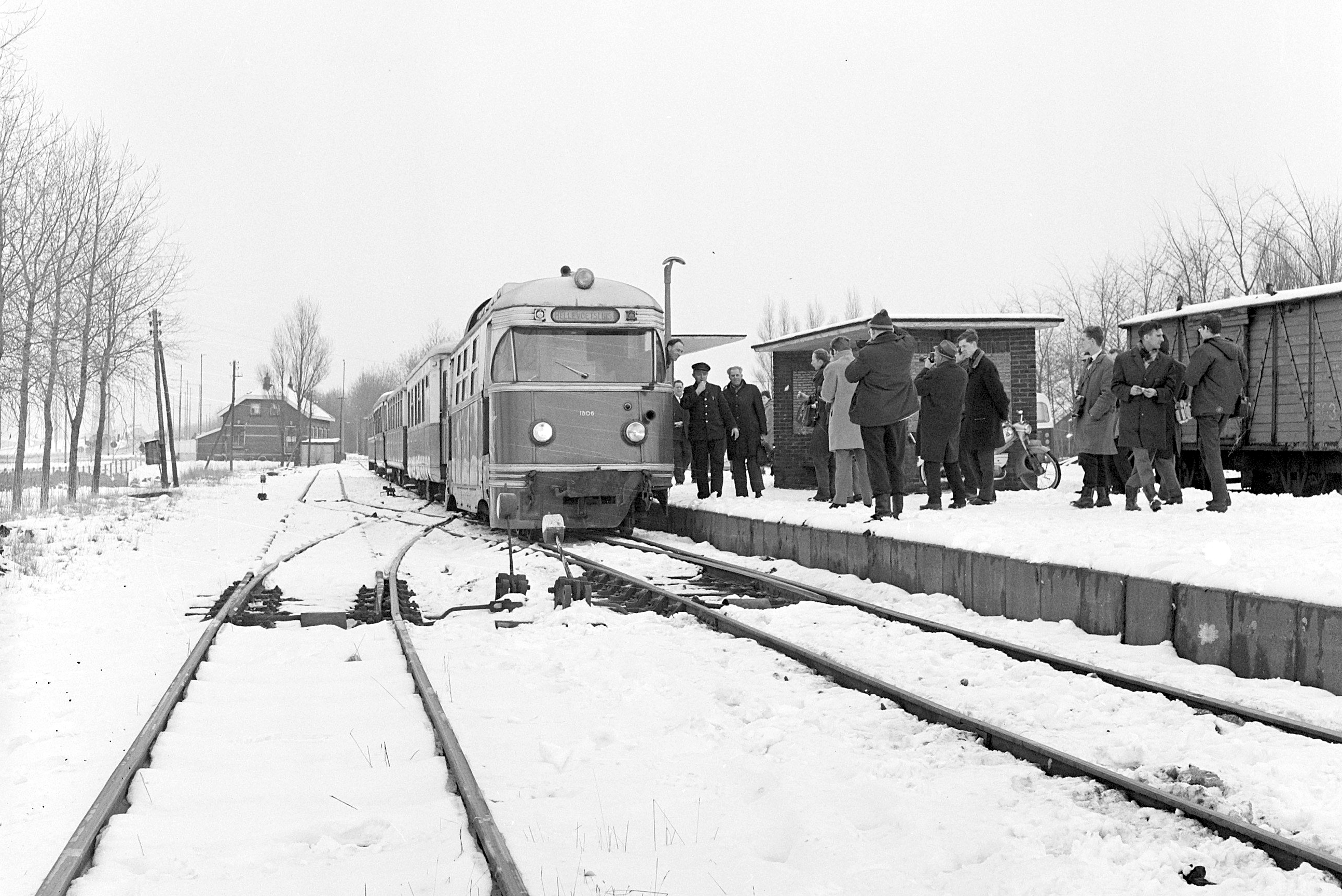
De lijn Spijkenisse - Hellevoetsluis werd als laatste lijn van de RTM opgeheven, de mensen waren uitgelopen om de laatste tram te zien vertrekken; 14 februari 1966.

## Materieel
De Rotterdamsche Tramweg Maatschappij had een grote hoeveelheid stoomtrams, motorrijtuigen, rijtuigen, goederenwagens, veren en autobussen in gebruik.
De RTM beschikte over 23 tweeassige locomotieven van het vierkante model van de Machinefabriek Breda en Werkspoor (16-22 en 25-40) en over 26 drieassige locomotieven met het machinistenhuis achter de ketel (1-6, 7-14, 47-50 en 51-58) van Werkspoor, Henschel en Orenstein & Koppel. Het rijtuigpark bestond voor een groot deel uit gesloten vierassige houten rijtuigen met tondak en betimmerd met houten schrootjes, daarnaast waren er honderden goederenwagens van diverse typen.

### Stoomlocs
| Serie | Aantal | Bouwjaar | Fabriek(snnummers)             | Opmerkingen                                   | Afbeelding |
| ----- | ------ | -------- | ------------------------------ | --------------------------------------------- | ---------- |
| 1-6   | 6      | 1905     | Werkspoor 137 - 142            | Zonder oververhitter.                         |            |
| 7-14  | 8      | 1908     | Werkspoor 201 - 208            | Zonder oververhitter.                         |            |
| 47-50 | 4      | 1913     | Henschel 11719 - 11722         | Zonder oververhitter. 50 bewaard gebleven.    |            |
| 51-55 | 5      | 1916     | Orenstein & Koppel 8062 - 8066 | Met oververhitter. 54 bewaard gebleven.       |            |
| 56-58 | 3      | 1920     | Orenstein & Koppel 9193 - 9195 | Met oververhitter. 56 en 57 bewaard gebleven. |            |

### Diesellocomotieven
| Serie       | Bouwjaar | Fabrikant  | Bijzonderheden | Afbeelding                       |
| ----------- | -------- | ---------- | --- | -------------------------------- |
| 68/67       | 1913     | Allan      | In 1913 werd voor de Maas-Buurtspoorweg post- en bagagerijtuig LE 103 gebouwd. Later vond ombouw tot dieselloc plaats. In 1946 vond verkoop aan RTM plaats en kwam het daar in dienst als M 68. Door brand werd het rijtuig zwaar beschadigd en opnieuw opgebouwd als M 67. Na einde van het trambedrijf kwam het rijtuig terecht in het Nederlands Spoorwegmuseum en later Ouddorp |                                  |
| 1651 - 1652 | 1951     | Spoorijzer | Twee locomotieven gebouwd door Spoorijzer waarbij volgens bronnen onderdelen gebruikt zijn van Oersikken. Locomotief M 1651 "Puttershoek" bleef na ophef van het trambedrijf nog tot 1972 actief als rangeerlocomotief in Zijpe bij de kolenbevoorrading van het veer richting Anna Jacobapolder. Deze locomotief is bewaard gebleven bij de RTM in Ouddorp.                        | Dieselloc RTM 1651 'Puttershoek' |
| 1805        | 1913     | Allan      | In 1913 werd voor de Maas-Buurtspoorweg post- en bagagerijtuig V gebouwd. Later vond ombouw tot dieselloc plaats 1805. In 1946 vond verkoop aan RTM plaats en kwam het daar in dienst als M 69. Door brand werd het rijtuig zwaar beschadigd en opnieuw opgebouwd als M 1805 "Meeuw". Na einde van het trambedrijf kwam het rijtuig in Ouddorp                                      |                                  |

### Motorrijtuigen
| Serie                                                                       | Bouwjaar   | Fabrikant           | Bijzonderheden | Afbeelding |
| --------------------------------------------------------------------------- | ---------- | ------------------- | --- | ---------- |
| 315 > 1804 "Kluut" 316 > 62 > 1502 > 1802 "Zwaluw" 317 > 63 > 1803 "Kievit" | 1925       | HAWA                | Drie motorrijtuigen die na proefritten in 1924 in 1925 in dienst werden genomen. Elk motorrijtuig kende 40 zitplaatsen verspreid over 2 afdelingen, eentje met 17 zitplaatsen en eentje met 23 zitplaatsen. Hoewel oorspronkelijk niet de bedoeling was het gebruikelijk om de kleine afdeling als 1e klasse te gebruiken. Motorrijtuig 317 werd in 1946 vernummerd tot MAB63. De 316 werd MAB62, maar werd al in 1947 buiten dienst gesteld. Rijtuig 315 is mogelijk niet vernummerd en heeft na de Tweede Wereldoorlog niet of nauwelijkss gereden. Motorrijtuig MAB63 was tot 1951 een reserverijtuig op de lijn tussen Anna Jacobapolder en Steenbergen. In 1950 kwam de MAB62 weer in dienst, maar vernummerd als MABD1502 met een bagageafdeling. Hiertoe waren er nog maar 11 zitplaatsen 1e klasse over en 16 zitplaatsen 2e klasse. Later vond een hernummering plaats naar MABD1802. Ook de 315 en MAB63 werden verbouwd en kwamen in 1953 in dienst als MABD1804 en MABD1803. Na ophef van het trambedrijf waren de 1802-1804 in 1966 nog aanwezig. Motorrijtuig MABD1804 bleef in Ouddorp bewaard. |            |
| 318 > 64 > 1701 > 1801 "Sperwer'?'"                                         | 1925       | Linke-Hofmann       | Een motorrijtuig vergelijkbaar met de 315 - 317. Met 20 zitplaatsen 1e klasse en 20 zitplaatsen 2e klasse. In 1935 werd de benzinemotor vervangen door een dieselmotor. In 1946 werd het rijtuig vernummerd in MAB64. Vijf jaar later werd deze gemoderniseerd en hernummerd tot MABD1701, met een bagageafdeling en nog maar 6 zitplaatsen 1e klasse en 28 zitplaatsen 2e klasse. In 1953 werd het rijtuig weer vernummerd tot MABD1801. Na een aanrijding vond afvoer in 1963 plaats. |            |
| 71                                                                          | 1925       | Karrier / Verheul   | Een autobus die ook op tramrails kon rijden. Deze Roadrailer werd in 1933 ingezet als doorgaande verbinding tussen Rockanje en Rotterdam, waarbij in Oostvoorne gewisseld werd van bus naar tram. Hoewel RTM stelde dit te zien als een verlengde tramdienst trad de concessiehouder van de buslijn Rockanje - Rotterdam (Vermaat) met succes in bezwaar bij de rechter. Na een jaar werd het alleen als autobus gebruikt. Afvoer in 1948. |            |
| MBD70, 72 - 73, 74                                                          | 1916, 1930 | Allan, La Brugeoise | Vier motorrijtuigen afkomstig van de Zeeuwsch-Vlaamsche Tramweg-Maatschappij en overgekocht in 1948. De ZVTM had deze motorrijtuigen in dienst onder de nummers ME15 - 19 en waren van oorsprong personenrijtuigen nummers AB15 - 16 en AB17 - 19. Motorrijtuig ME16 werd direct gesloopt waarbij het frame werd gebruikt voor de bouw van motorrijtuig MABD1602. De andere motorrijtuigen werden in de loop van de jaren 50 afgevoerd. |            |
| MABD1602 "Reiger"                                                           | 1916       | Allan               | Zie ook hierboven. Voormalig rijtuig AB16 van de Zeeuwsch-Vlaamsche Tramweg-Maatschappij uit 1916 dat in 1935 werd verbouwd tot motorrijtuig ME16. In 1949 kwam dit motorrijtuig naar de RTM en werd daar direct gesloopt. Het frame en mogelijk andere onderdelen werden gebruikt voor de bouw van motorrijtuig MABD1602. Dat motorrijtuig kwam in 1951 in dienst samen met bijpassend rijtuig BPD1631 en werd in eerste instantie ingezet op de Tramlijn Zijpe - Burgh. Na de Watersnoodramp werd de combinatie MABD1602 + BPD1631 op andere lijnen ingezet. Het motorrijtuig werd in 1966 overgedragen aan de Tramweg-Stichting en bestaat nog steeds. |            |
| AR2002BD "Stern"                                                            | 1946       | Billard             | Een motorrijtuig uit 1946 uit Frankrijk, dat in 1951 werd overgenomen van de Compagnie de chemins de fer départementaux. Voorheen werd het stel ingezet onder nummer 515, type A 80 D4 in het departement Indre-et-Loire. Het stel kwam samen met de 514 dat ging dienen als aanhangrijtuig en bij de rijtuigen besproken wordt. Het rijtuig 515 werd omgespoord van 1000 mm naar 1067 mm en werd omgenummerd in AR2002BD. Het motorrijtuig bood plaats aan 27 zittende reizigers. Samen met het aanhangrijtuig werd het voornamelijk ingezet op de Tramlijn Blaakschedijk - Strijen. Na ophef van deze lijn in 1956 werd het materieel buiten gebruik gesteld, volgens bronnen omdat de perrons op de overige lijnen te hoog waren. In Frankrijk is een vergelijkbaar motorrijtuig bewaard gebleven. |            |
| MB2001 "Fuut"                                                               | 1934/1946  | Billard             | Een motorrijtuig uit 1934 (aldus 1946 uit Frankrijk, dat in 1951 werd overgenomen van de Compagnie de chemins de fer départementaux. Voorheen werd het stel ingezet onder nummer 501, type A 135 D in het departement Indre-et-Loire. Het stel kwam samen met de 502 dat ging dienen als aanhangrijtuig en bij de rijtuigen besproken wordt. Het rijtuig 501 werd omgespoord van 1000 mm naar 1067 mm en werd omgenummerd in MB2001 en kwam in 1956 in dienst. Afvoer vond plaats in 1966. |            |
| MBD1700, EB1701, EB1702 "Sperwer"                                           | 1955       | Hoogeveen, Düwag    | Een driedelig tramstel dat slechts drie jaar voor einde van de tramexploitatie in gebruik werd genomen. Het tramstel was in 1961 overgenomen van de Straßenbahn Ravensburg–Weingarten–Baienfurt, uitgevoerd door de Deutsche Bundesbahn in de vorm van twee losse motorrijtuigen voor elektrische tramexploitatie, namelijk de 195.02 en 195.01. Aangezien deze twee motorrijtuigen maar deuren aan 1 zijde hadden werden de deuren half zo breed gemaakt waarbij de vrijgekomen deurbladen aan de andere zijde werden geplaatst. De beide rijtuigen werden vervolgens omgespoord van 1000 mm naar 1067 mm en hadden elk 34 zitplaatsen. Tussen beide motorrijtuigen werd motorrijtuig MBD1700 geplaatst met daarin een aggregaat voor de voeding van de tractiemotoren in beide koprijtuigen. De 1700 zou mogelijk gebouwd zijn op het onderstel van de MBS 66. Elk van de rijtuigen kon derhalve niet zelfstandig rijden. Na opheffing van het trambedrijf werd het stel omgespoord naar 750 mm en verkocht aan de Zillertalbahn als VT1. In 1999 kwam het stel terug in Nederland.                          |            |

### Rijtuigen
Om alle passagiers te vervoeren beschikte de RTM over in totaal 127 personenrijtuigen. Hieronder volgt een overzicht van de verschillende (deel)series van deze rijtuigen.
| Serie                                                  | Bouwjaar         | Fabrikant                          | Bijzonderheden | Afbeelding |
| ------------------------------------------------------ | ---------------- | ---------------------------------- | --- | ---------- |
| AB326 - 335                                            | 1898             | Métallurgiques                     | Rijtuigen voorzien van 14 zitplaatsen 1e klasse en 29 zitplaatsen 2e klasse. Rijtuig AB335 werd in 1911 door brand verwoest. Tussen 1936 en 1943 werden de rijtuigen 328 - 334 rijtuigen met alleen een 2e klasse en vernummerd tot B328-334. Rijtuigen 326 - 328 werden in 1948 afgevoerd, de 331 - 334 in 1949. Rijtuig 329 werd in 1955 na een aanrijding buiten dienst gesteld. Rijtuig B334 werd jaren later teruggevonden in de Betuwe en is tussen 2011 en 2015 in originele staat teruggebracht door de Museumstoomtram Hoorn - Medemblik. |            |
| AB83, 300, 301                                         | 1883, 1898, 1899 | Boon, RTM                          | Twee rijtuigen, oorspronkelijk gebouwd voor de RTM-lijn tussen Rotterdam en Schiedam in 1883 met een middenbalkon. Rijtuig AB83 was aldaar rijtuig 83. Het rijtuig was voorzien van andere draaistellen om te kunnen rijden op 1067 mm en kreeg ook een andere opbouw met balkons op de uiteinden van de rijtuigen. Het rijtuig werd in 1910 vernummerd van AB83 naar AB300. In 1910 werd ook rijtuig 82 overgenomen, dat vernummerd werd tot AB301. Dit rijtuig ging in 1911 verloren bij een brand. Rijtuig AB83/300 kende vermoedelijk 12 zitplaatsen 1e klasse en 24 zitplaatsen 2e klaase. In 1916 werd het rijtuig vernummerd naar AB388. Inzet van het rijtuig vond in 1910 en mogelijk eerder plaats op de tramlijn Anna Jacobapolder - Steenbergen, later tramlijn Krooswijk - Goudswaard. Afvoer vond plaats in 1949 en heeft jaren dienstgedaan als woning in Loosduinen. Bij de pas opgerichte Tramweg-Stichting kwam het rijtuig nog terecht, maar werd uiteindelijk gesloopt |            |
| AB336-387                                              | 1899 - 1909      | Métallurgiques, Van der Zypen, CCC | Enkele tientallen rijtuigen, verspreid geleverd over meerdere jaren door meerdere leverancier. Rijtuigen AB336 - 347 werden verspreid tussen 1899 en 1901 geleverd door Métallurgiques. AB348 door Van der Zypen in 1902. AB349 - 387 tussen 1904 en 1909 door CCC. De rijuitgen waren voorzien van een vacuümrem, petroleumverlichting en stoomverwarming. Het aantal zitplaatsen was 43, verspreid over 14 1e klasse en 29 zitplaatsen 2e klasse. Verschillende rijtuigen werden later volledig 2e klasse. ZO werden tussen 1909 en 1911 de B360 - 369 genummerd. B370 - B372 uiterlijk 1947 en B344 en B377 in de jaren 50. Rijtuig AB 358 werd al in 1911 afgevoerd na een brand. In 1939 werden de stofferingen en indelingen veranderd, waardoor het aantal zitplaatsen wijzigde naar 36 bij een volledige 2e klasse en 12 om 24 bij rijtuigen met zowel een 1e als een 2e klasse. Vanaf 1946 werd een aantal rijtuigen omgebouwd tot bagagerijtuig. Dit betroffen de rijtuigen AB en B336, 338, 351, 353, 356, 357, 359 en 362. Deze rijtuigen werden vervolgens omgenummerd naar BD431 - 438. Rijtuig AB338 > BD431 werd in 1949 afgevoerd na een ongeval. Rijtuig AB350 werd vervolgens omgebouwd tot andere BD431. De rijtuigen werden uiteindelijk tussen het einde van de Tweede Wereldoorlog en 1963 buiten dienst gesteld. Verschillende rijtuigen bleven museaal bewaard. Namelijk de B363, 367, AB376 en BD 438 in Ouddorp. De B370 en AB341 bij SHM. |            |
| A801 - 808                                             | 1907 - 1908      | Allan                              | Een achttal rijtuigen volledig 1e klasse met 40 zitplaatsen. Met een stoomverwarming en een vacuümrem. In 1946 werden een aantal rijtuigen deels voorzien van een tweede klasse en vernummerd in AB301, 303 - 307. Begin jaren 50 werden alle rijtuigen gemoderniseerd en daarbij ook omgenummerd in de serie 1500. Rijtuig 301 > AB1512, 302 > AB1511, 303 > AB1514, 304 > AB1513, 305 > B1518, 306 > B1515, 307 > ABR1517 (buffetrijtuig met keuken), 308 > B1521 (in 1952 B1516). De rijtuigen bleven in dienst tot 1966. Rijtuigen B1513 en B1515 zijn in Ouddorp bewaard gebleven. |            |
| AB302                                                  | 1882             | Beijnes                            | Van oorsprong rijtuig 2 van de tramlijn Amsterdam - Sloterdijk, uitgevoerd door de Stoomtram-Maatschappij Amsterdam – Sloterdijk (SMAS) met 12 zitplaatsen 1e klasse en 24 zitplaatsen 2e klasse. Het rijtuig werd in 1888 verkocht aan de RTM in Rotterdam en ingezet onder nummer 15 tussen Rotterdam en Schiedam. In 1904 werd het rijtuig buiten dienst gesteld. In 1910 werd het rijtuig vervolgens overgebracht naar het tramnet ten zuiden van Rotterdam. In 1916 is het rijtuig vernummerd in AB389. In 1947 werd het rijtuig volledig 2e klasse en omgenummerd in B389. Afvoer vond plaats in 1949. |            |
| AB310 - 312                                            | 1882             | Allan                              | Drie rijtuigen met 29 zitplaatsen 2e klasse en 11 zitplaatsen 1e klasse. Omgenummerd naar AB391 - 393 in 1916. Rijtuig 393 kreeg in 1949 een bagageafdeling en werd omgenummerd naar BD393. De rijtuigen werden in 1949 verder geschikt gemaakt voor exploitaitie achter motortrams en werden hierbij vernummerd in AB1507, 1508 en BD1509. Afvoer vond plaats in 1966. |            |
| AB394 - 399                                            | 1906             | Allan                              | Zes rijtuigen uit 1906, oorspronkelijk aangeschaft door Stoomtram Tiel - Buren - Culemborg. Deze rijtuigen, die aldaar nummers 1 - 6 hadden, werden in 1918 gekocht en in 1919 in gebruik genomen. De rijtuigen kenden 14 zitplaatsen 1e klasse en 29 zitplaatsen 2e klasse. Rijtuig 398 werd vernummerd tot B398 toen deze in 1949 volledig 2e klasse werd. Rijtuig 397 kreeg een postafdeling en werd ABP397. Na ophef van het trambedrijf in 1966 werden alle 6 rijtuigen in eerste instantie bewaard. Rijtuig AB395 werd omgespoord naar normaalspoor en kwam in gebruik bij de SHM in Hoorn. De overige vijf rijtuigen kwamen in Ouddorp. De opbouw van rijtuig AB399 werd gesloopt in 1990 om de bak en draaistellen te gebruiken voor een herbouw van rijtuig ABR1517. |            |
| AB309 - 314                                            | 1925             | Allan                              | Zes rijtuigen uit 1925, oorspronkelijk aangeschaft door de ZNSM waar deze rijtuigen reden als AB2 - 7. De rijtuigen kenden 12 zitplaatsen 1e klasse en 24 zitplaatsen 2e klasse. In 1936 kwaen de rijtuigen naar de RTM. In 1952 werden de rijtuigen buiten dienst gesteld. De frames en draaistellen werden vervolgens gebruikt voor de AB1501 - 1503, ABR1504, BD1505 en BD1506. De bovenbouw werd daarbij gesloopt en de rijtuigen kregen een nieuwe opbouw van fabrikant Hoogeveen. In 1966 werden de zes rijtuigen afgevoerd. |            |
| B403 AB404 - 407 BD 401 - 402                          | 1911             | Allan                              | Zeven rijtuigen met bouwjaar 1911, in 1946 overgenomen van de NBM toen deze niet meer nodig waren voor de tramlijn Amersfoort - Arnhem. De rijtuigen hadden bij de OSM de wagennummers 41, 42, 44 - 48. Rijtuig NBM 41 werd B403. Rijtuig 45, 46, 48 en 42 werden ABD404 - 407. Rijtuig 44 en 47 werden verbouwd tot rijtuigen met een bagageafdeling en kregen de nummers BD401 cq. BD402. De rijtuigen hadden houten banken en werden daardoor relatief snel buiten dienst gesteld. Rond 1953 werden de rijtuigen voornamelijk ingezet voor zogenaamde kindertrams naar het strand. In 1961 werd het laatste rijtuig buiten gebruik gesteld. |            |
| B403 AB404 - 407 BD 401 - 402                          | 1911             | Allan                              | Zeven rijtuigen met bouwjaar 1911, in 1946 overgenomen van de NBM toen deze niet meer nodig waren voor de tramlijn Amersfoort - Arnhem. De rijtuigen hadden bij de OSM de wagennummers 41, 42, 44 - 48. Rijtuig NBM 41 werd B403. Rijtuig 45, 46, 48 en 42 werden ABD404 - 407. Rijtuig 44 en 47 werden verbouwd tot rijtuigen met een bagageafdeling en kregen de nummers BD401 cq. BD402. De rijtuigen hadden houten banken en werden daardoor relatief snel buiten dienst gesteld. Rond 1953 werden de rijtuigen voornamelijk ingezet voor zogenaamde kindertrams naar het strand. In 1961 werd het laatste rijtuig buiten gebruik gesteld. |            |
| AB408 - 409, B1520                                     | 1923, 1924       | Werkspoor                          | Van de NBM werden in 1946 de elektrische motorrijtuigen 83 en 84 gekocht. Deze werden omgebouwd tot aanhangrijtuig achter stoomtramlocomotieven en als AB 408 en 409 in gebruik genomen bij RTM. In 1949 werd van de NBM rijtuig 71 overgenomen, daarvoor ook een elektrisch motorrijtuig maar al bij NBM omgebouwd als rijtuig. In 1956 werd rijtuig AB409 gemoderniseerd en vernummerd tot ABD1521 met een bagageafdeling. Uiteindelijk werd in 1956 ook rijtuig NBM 71 omgebouwd en in dienst gesteld als B1520 met in totaal 42 zitplaatsen 2e klasse. De AB408 werd niet omgebouwd en werd vroegtijdig buiten dienst gesteld. In 1966 werden alle drie de rijtuigen afgevoerd. |            |
| AB414 - AB419, B420, B421, BD411 - 413, AB422M, AB423M | 1914, 1916       | Allan                              | Dertien rijtuigen overgenomen van de Maas-Buurtspoorweg in 1946. Van oorsprong de rijtuigen MBS AB1, B2, AB3 - 8 uit 1913, B9 en AB10 uit 1914 en AB11, AB13 - 14 uit 1916. De laatste twee rijtuigen (net als de AB12 die in 1944 afgevoerd werd na een ongeval) vormden samen met verbouwde postwagens een treinstel. De twee stuurstandrijtuigen AB13 en A1B14 werden bij de RTM ook als stuurstandrijtuigen gebruikt met de nummers AB422M en AB423M. Rijtuig AB514 werd reeds in 1949 afgevoerd waarna het frame gebruikt werd voor de bouw van BPD1631. Rijtuig 2e klasse B420 kreeg in 1951 ook een afdeling eerste klasse en werd AB420. Stuurstandrijtuigen AB422M en AB423M werden in 1953 en 1951 voorzien van een postafdeling en classificatie ABP. In 1960 werd de ABD422 afgevoerd na een aanrijding. De eerste rijtuigen werden in 1959 en 1960 gesloopt. Rijtuig 417 ging naar het Nederlands Spoorwegmuseum. Rijtuig AB414 werd in eerste instantie bewaard maar is in 1987 alsnog gedemonteerd. Toch stellen bronnen dat opbouw nog mogelijk zou zijn. |            |
| BPD1631                                                | 1914             | Allan                              | Zie ook het materieel hierboven. Oorspronkelijk rijtuig AB10 van de Maas-Buurtspoorweg en bij RTM in dienst gesteld als AB415. Begin jaren 50 werd het rijtuig gesloopt en werd het frame gebruikt voor de BP1631, een bijpassend aanhangrijtuig voor de MABD1602. Het rijtuig kende 23 zitplaatsen 2e klasse. Het rijtuig werd in 1966 bewaard. |            |
| BPD2012                                                | 1946             | Billard                            | Een motorrijtuig uit 1946 uit Frankrijk, dat in 1951 werd overgenomen van de Compagnie de chemins de fer départementaux. Voorheen werd het stel ingezet onder nummer 514, type A 80 D4 in het departement Indre-et-Loire. Het stel kwam samen met de 515 dat ging dienen als motorrijtuig en bij de rmotorrijtuigen besproken wordt. Het rijtuig 514 werd omgespoord van 1000 mm naar 1067 mm en werd omgenummerd in BPD2012 en vervolgens omgebouwd tot aanhangrijtuig. Het bood plaats aan 30 zittende reizigers. Samen met het motorrijtuig werd het voornamelijk ingezet op de Tramlijn Blaakschedijk - Strijen. Na ophef van deze lijn in 1956 werd het materieel buiten gebruik gesteld, volgens bronnen omdat de perrons op de overige lijnen te hoog waren. |            |
| B2011                                                  | 1934/1946        | Billard                            | Een motorrijtuig uit 1934 (aldus) of 1946 uit Frankrijk, dat in 1951 werd overgenomen van de Compagnie de chemins de fer départementaux. Voorheen werd het stel ingezet onder nummer 502, type A 135 D in het departement Indre-et-Loire, voornamelijk op de spoorlijn Ligueil-Loches-Ecueillé. Het stel kwam samen met de 501 dat ging dienen als motorrijtuig en bij de rmotorrijtuigen besproken wordt. Het rijtuig 502 werd omgespoord van 1000 mm naar 1067 mm en werd omgenummerd in B2011 en vervolgens omgebouwd tot aanhangrijtuig. De wagen werd in 1966 afgevoerd en heeft tot 1989 nog in Hellevoetsluis gestaan. Toen volgde afvoer. |            |
| 1522 - 1524                                            | 1943, 1945, 1946 | Franco-Belge                       | Rijtuigen 1522 - 1524 waren afkomstig van de Nationale Maatschappij van Buurtspoorwegen waar deze rijtuigen dienstdeden onder parknummers 19341, 19343 en 19347. In 1962 kwamen de rijtuigen naar Nederland en werden herspoord op beschikbare draaistellen. In 1966 werden de rijtuigen afgevoerd. Een vergelijkbaarbaar rijtuig met parknummer NMVB 19391 kwam in 2001 vanuit Brussel naar Ouddorp. |            |

## Portretten van RTM-materieel

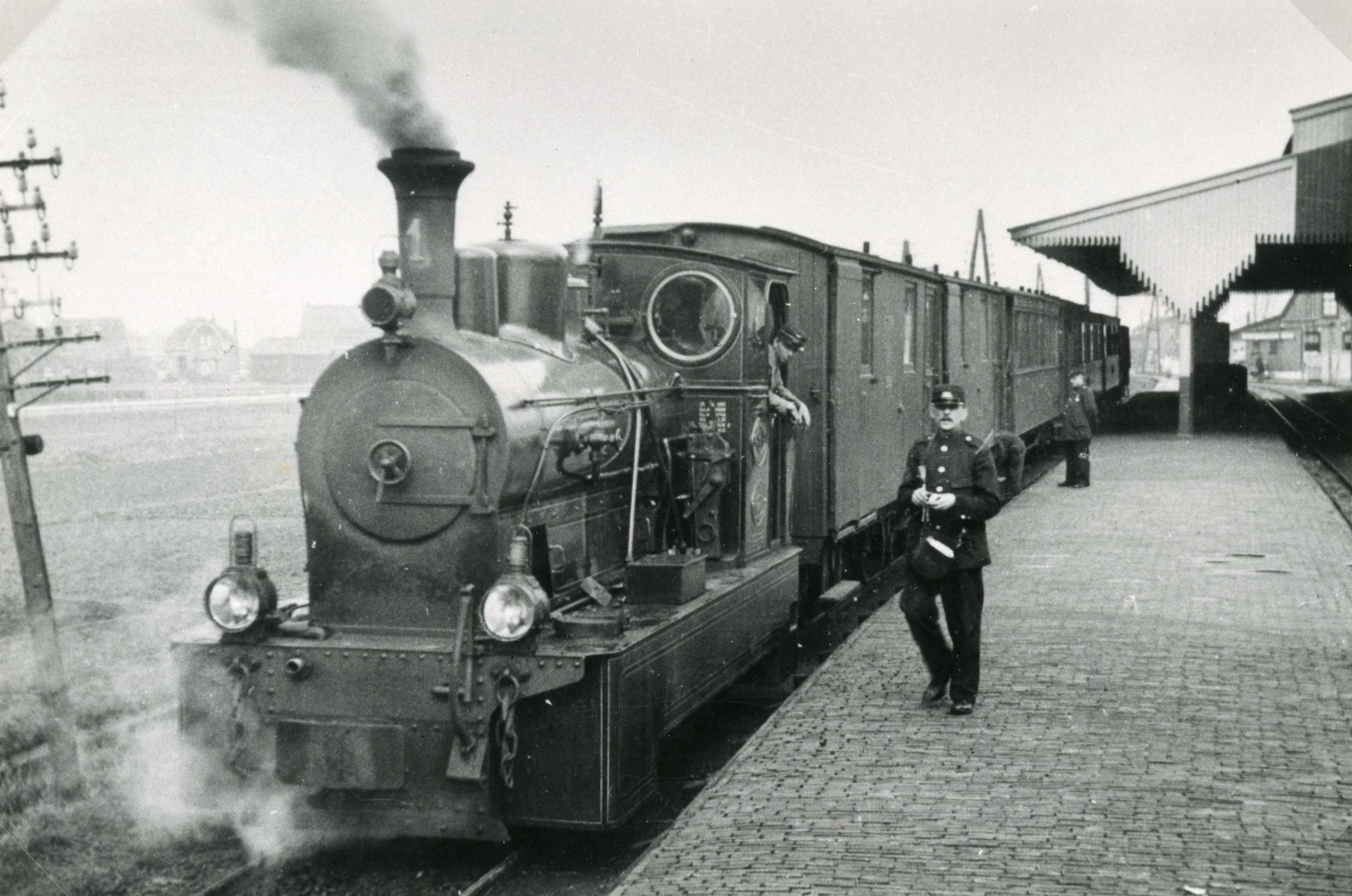
RTM stoomloc 1 (Werkspoor; bouwjaar 1905) te Spijkenisse; 5 april 1937.
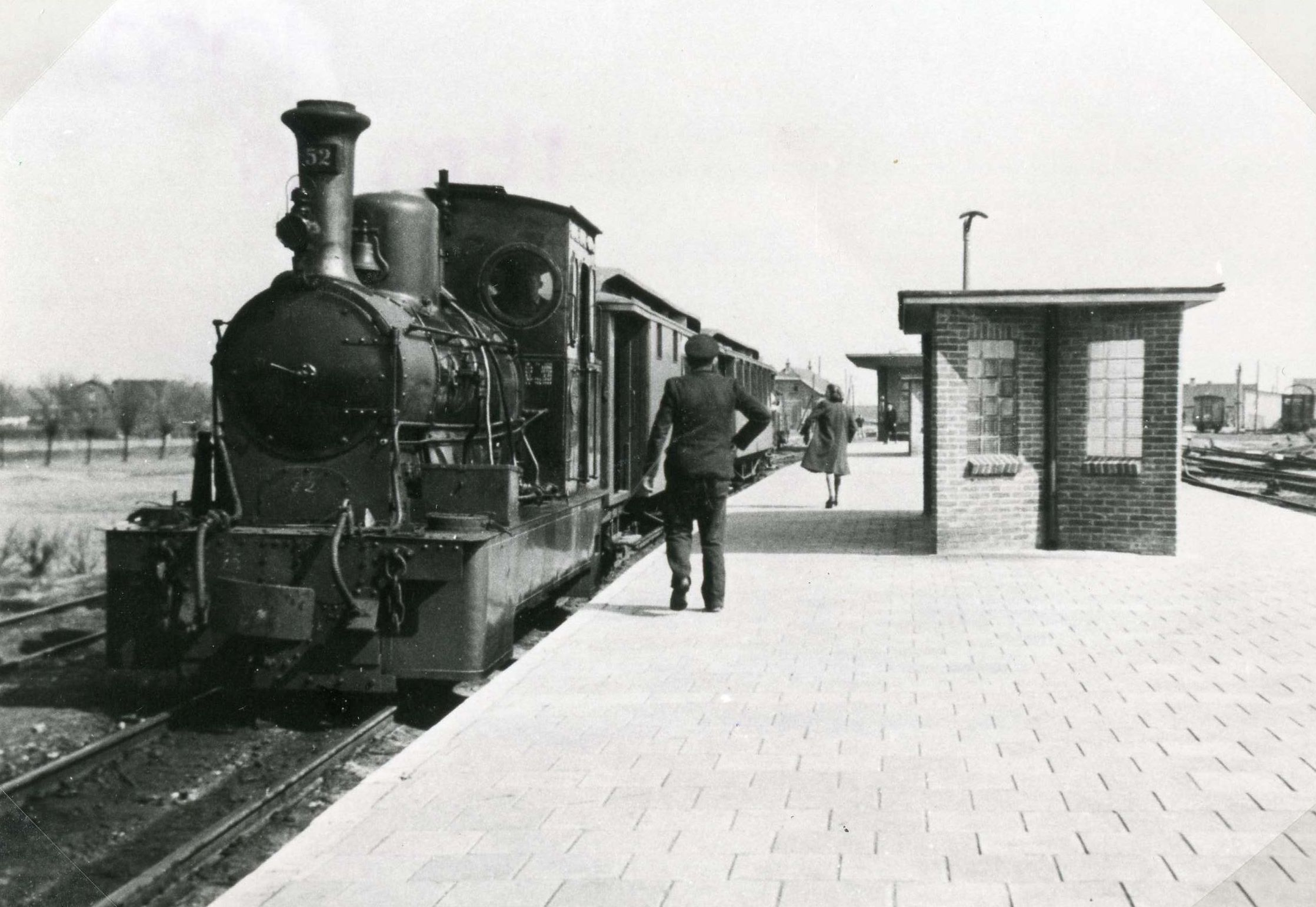
RTM stoomloc 52 (Orenstein & Koppel; bouwjaar 1916) te Spijkenisse met tram naar Hellevoetsluis; 7 april 1950.
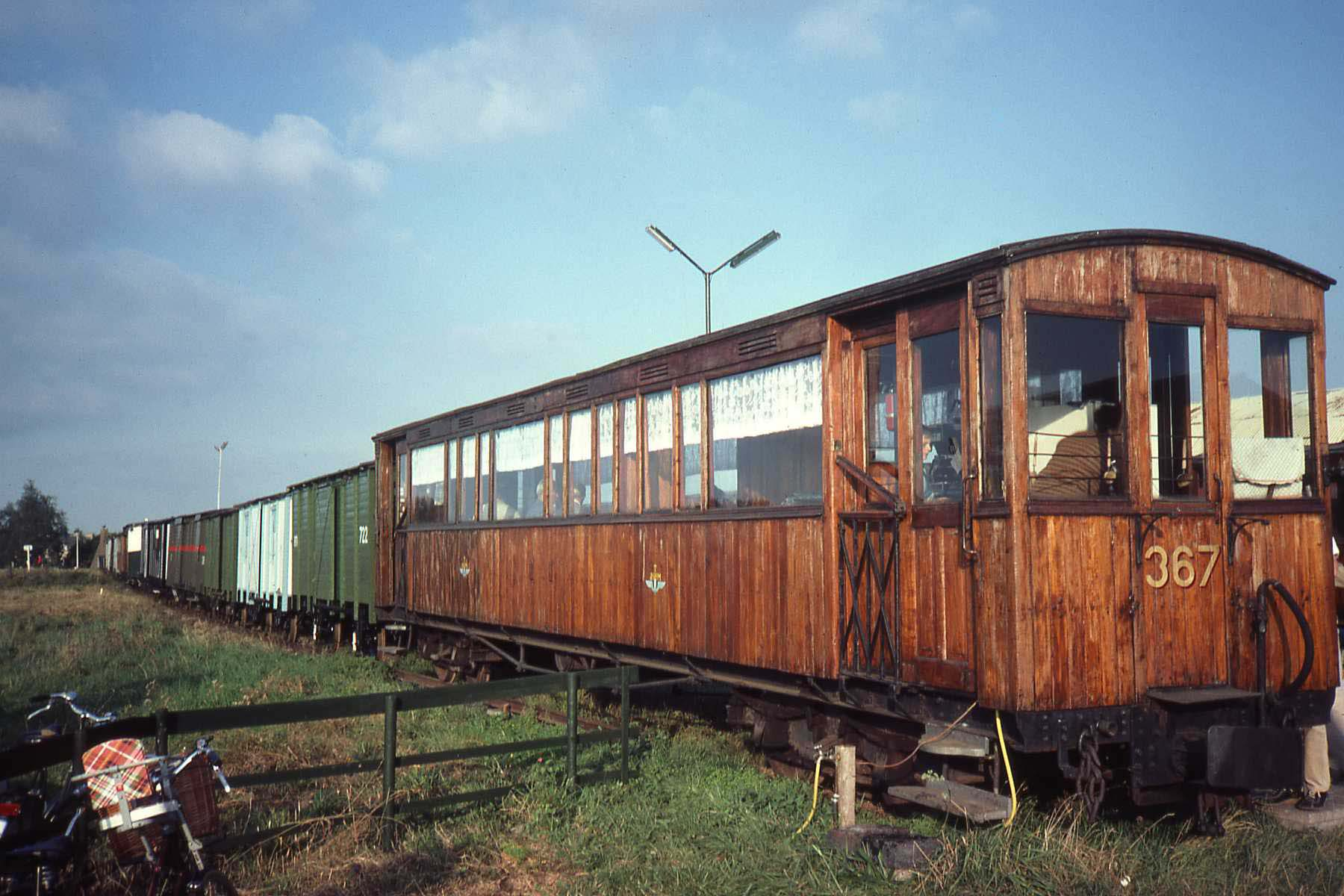
RTM-rijtuig AB 367 (trammuseum Hellevoetsluis, 1985)
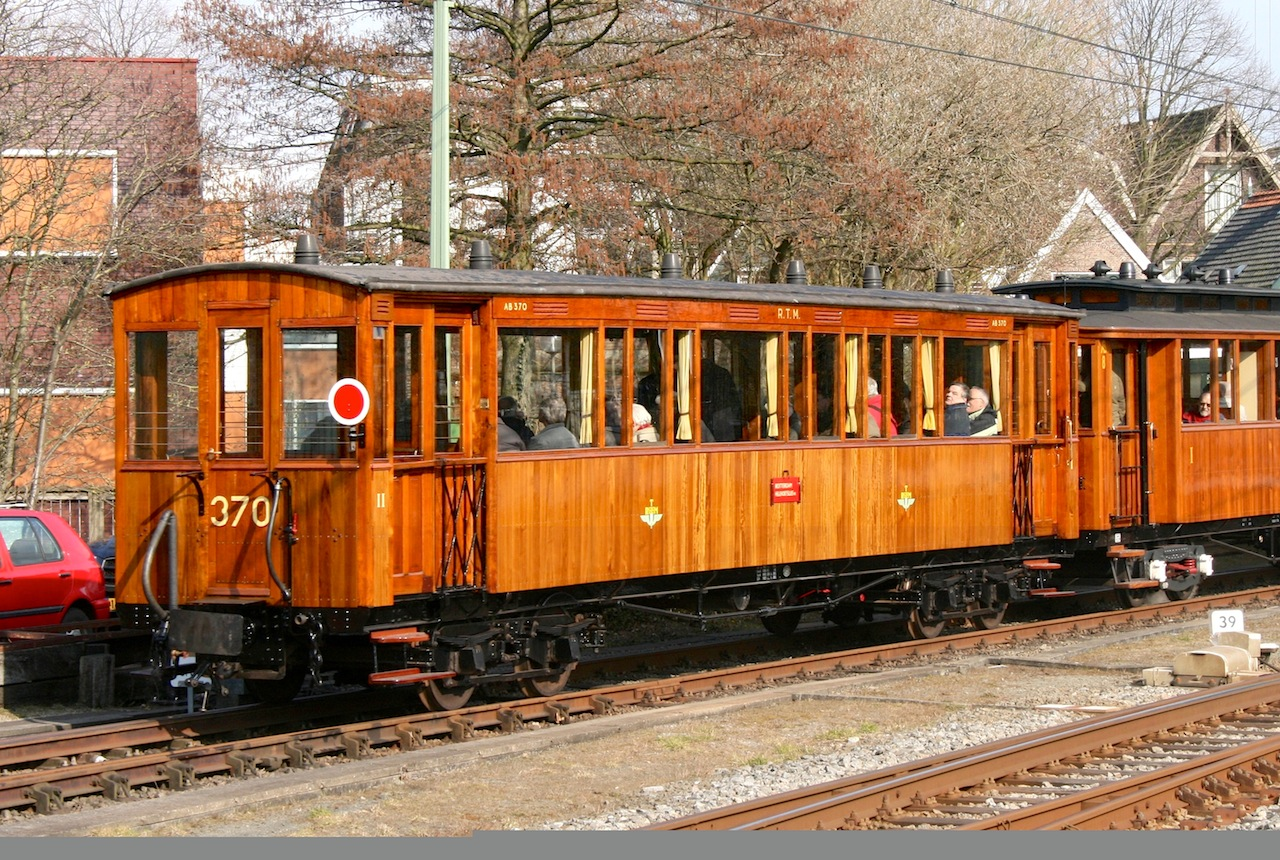
RTM-rijtuig AB 370 (bij de Stoomtram Hoorn-Medemblik)
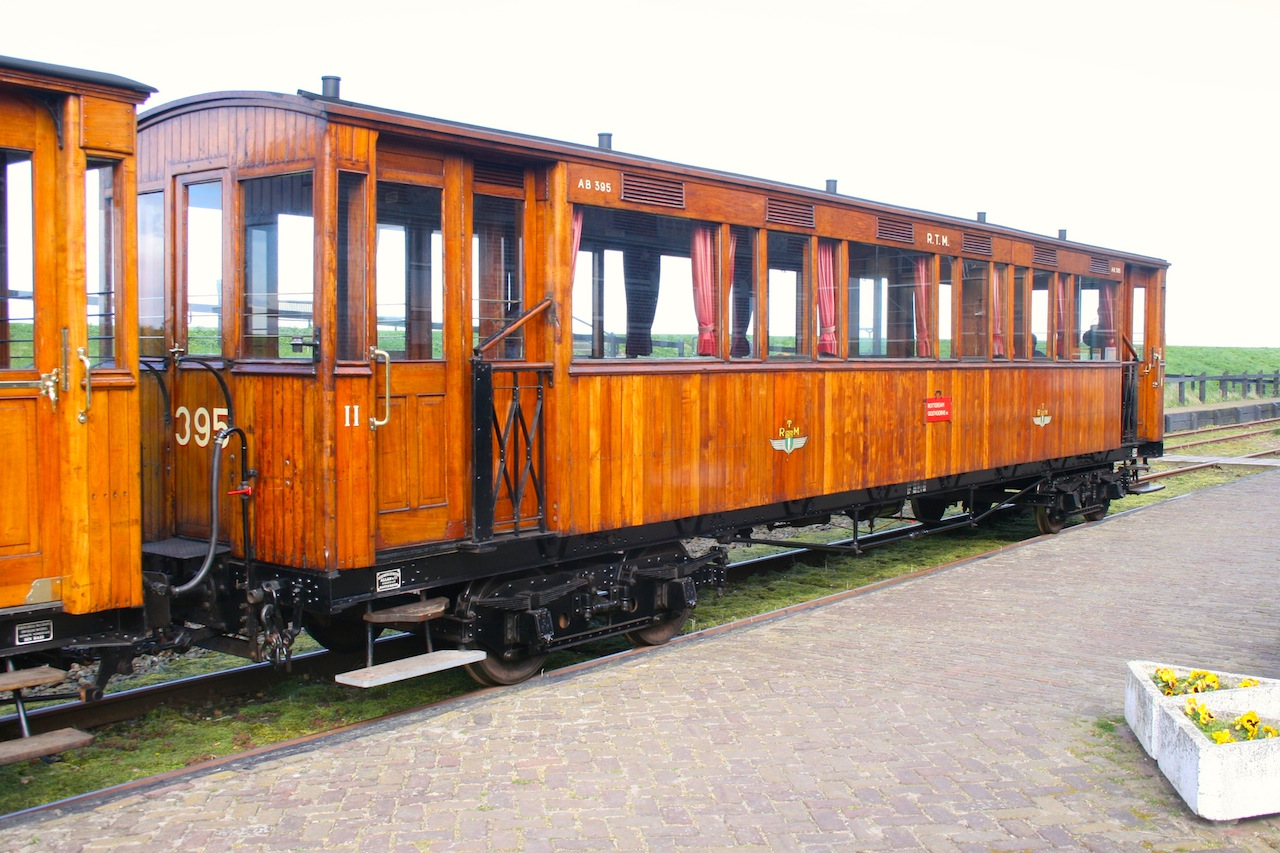
RTM-rijtuig AB 395 (bij de Stoomtram Hoorn-Medemblik)

### Stichting RTM Ouddorp

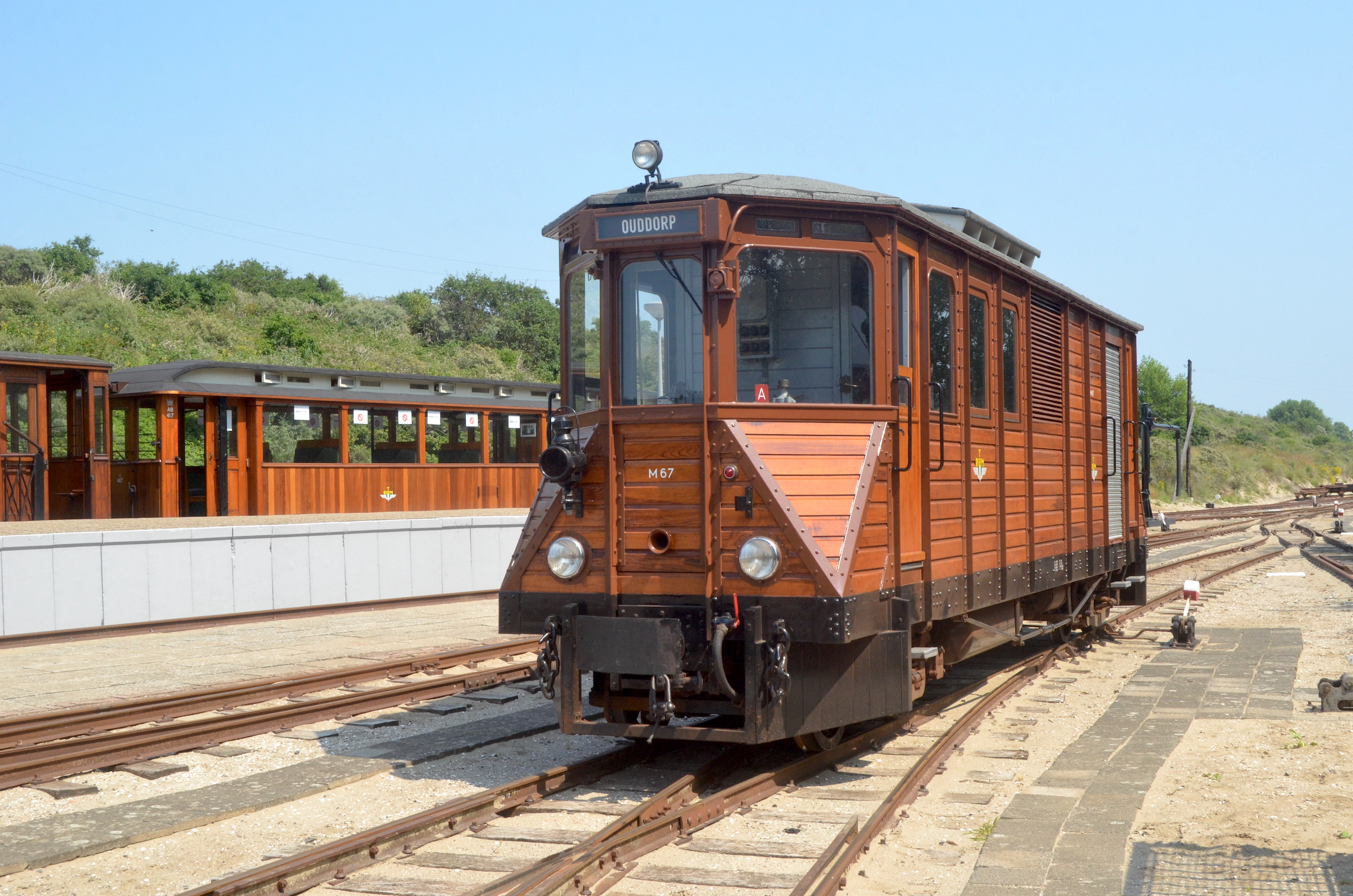
RTM-motorrijtuig M 67
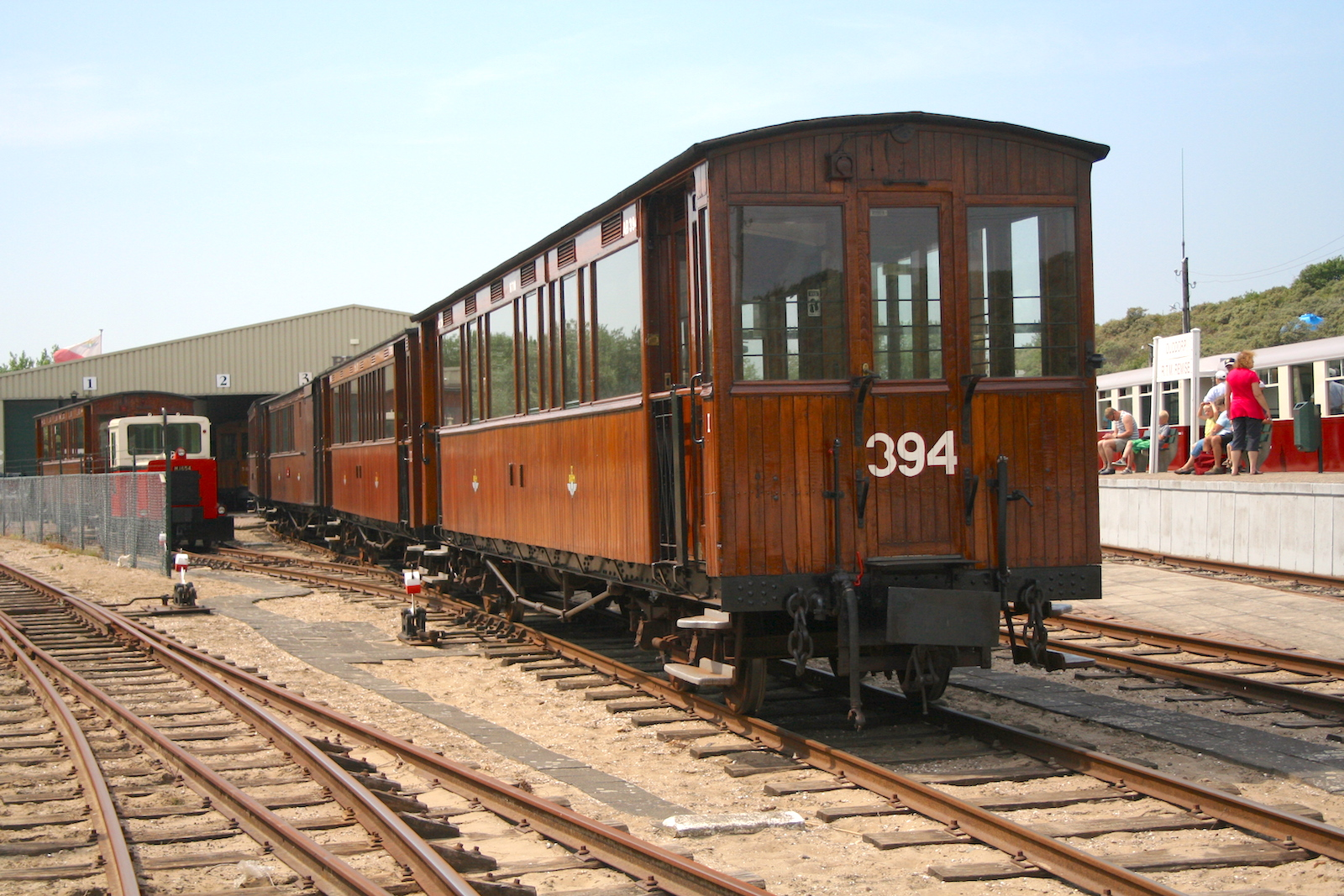
RTM-rijtuig AB 394
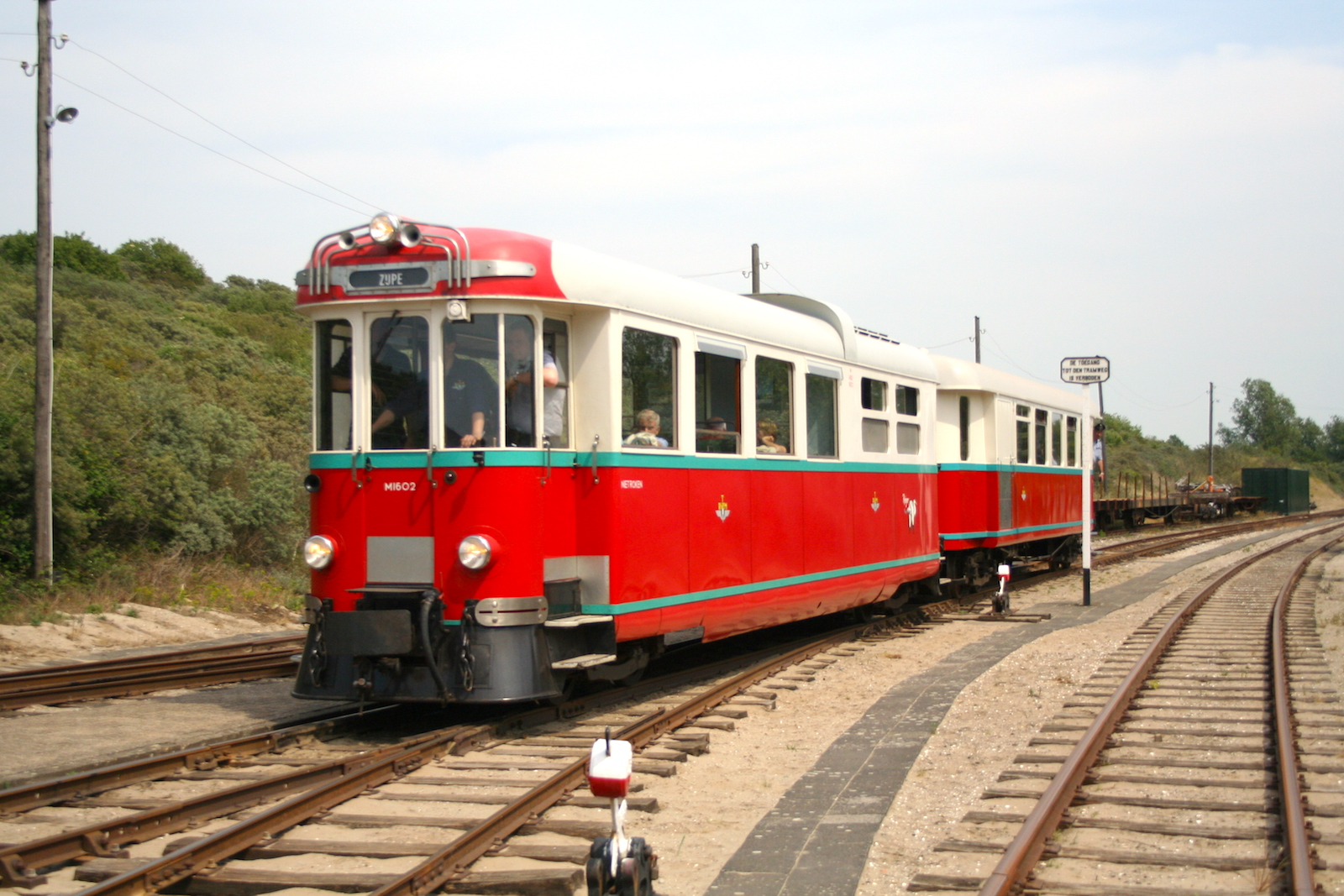
Dieselmotorwagen RTM 1602 'Reiger'
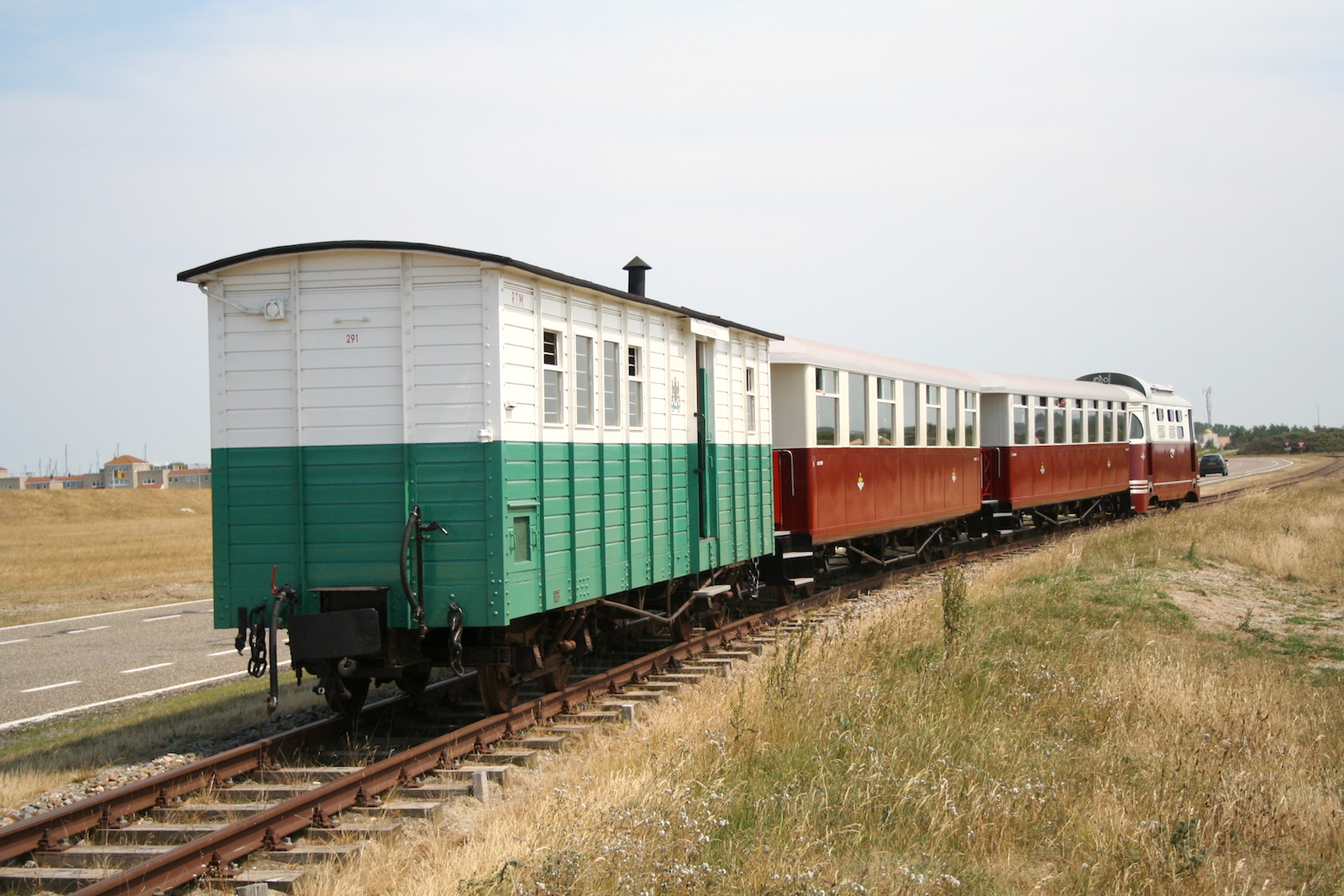
RTM-postbagagewagen PD 291
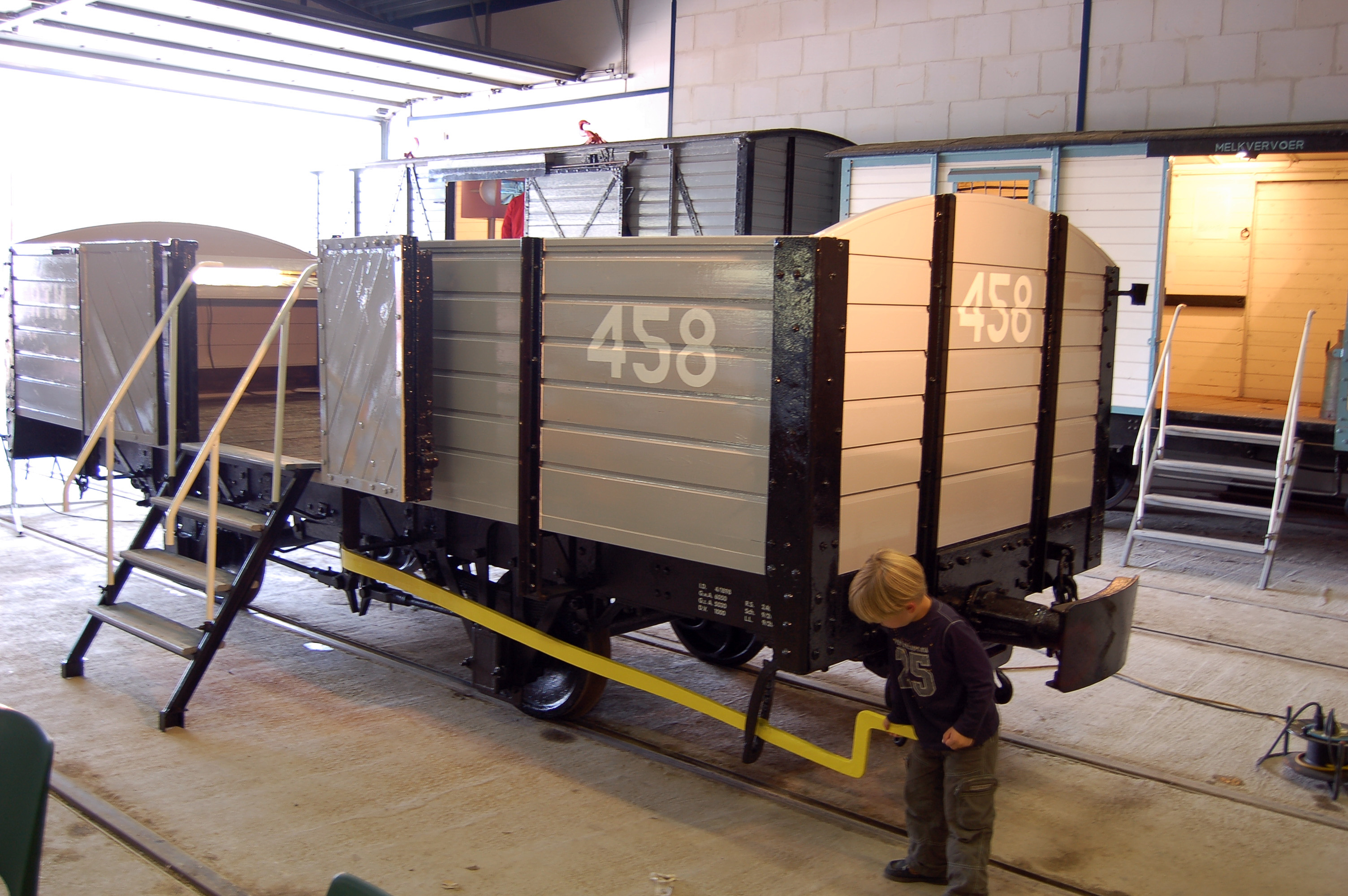
RTM-goederenwagen 458
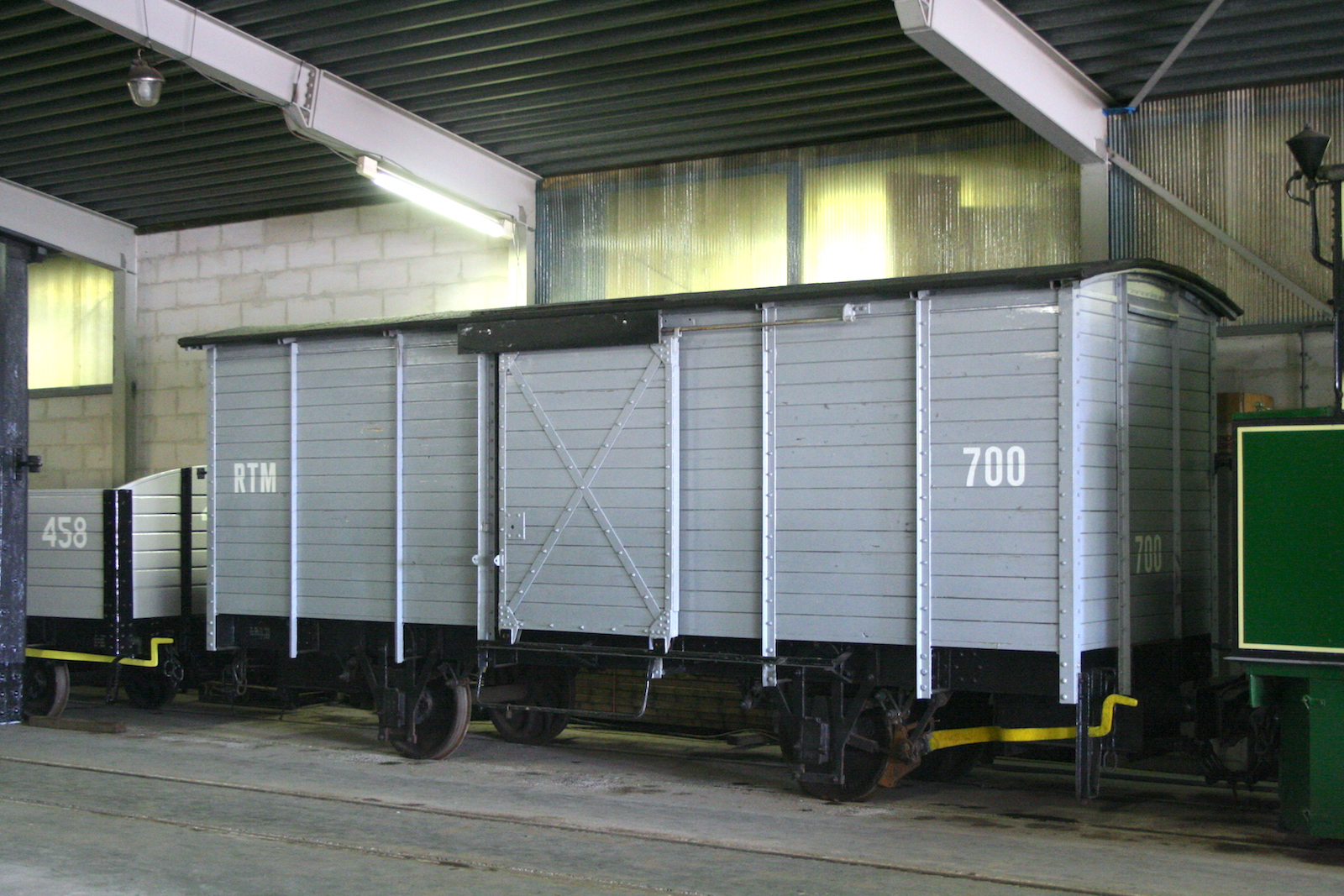
RTM-goederenwagen 700
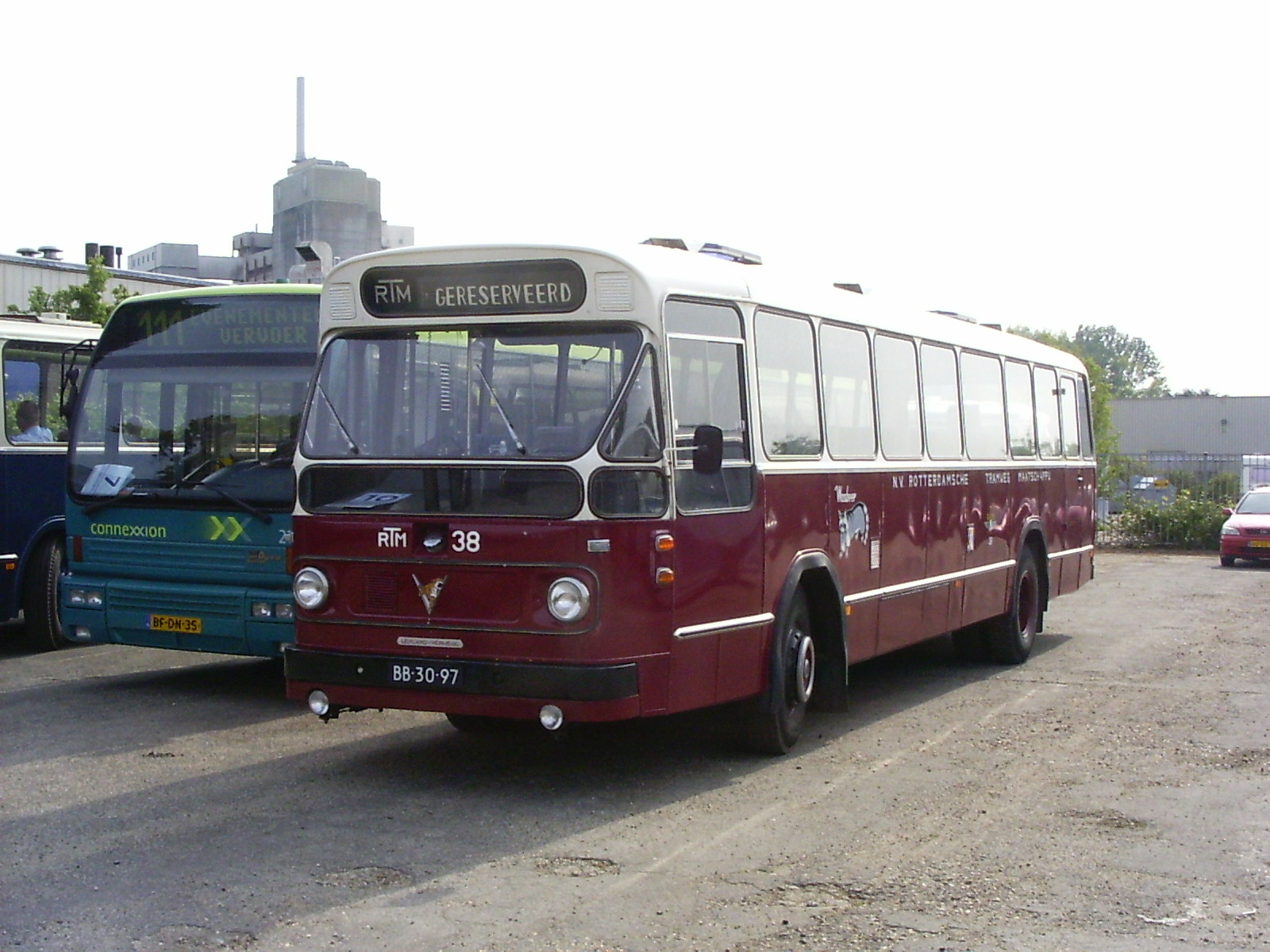
RTM-bus 38 'Wasbeer' uit 1966
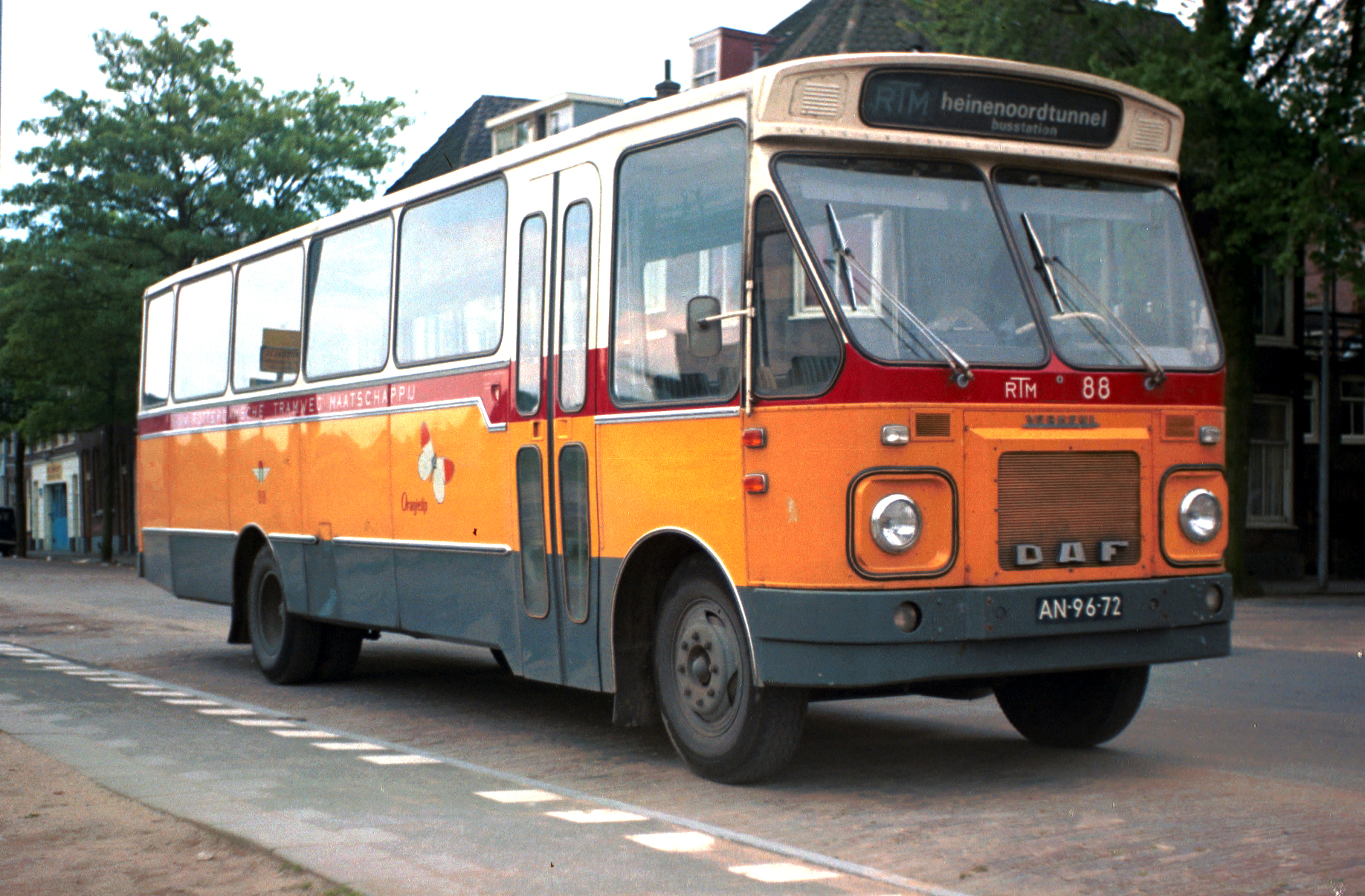
RTM-bus 88 'Oranjetip' uit 1970
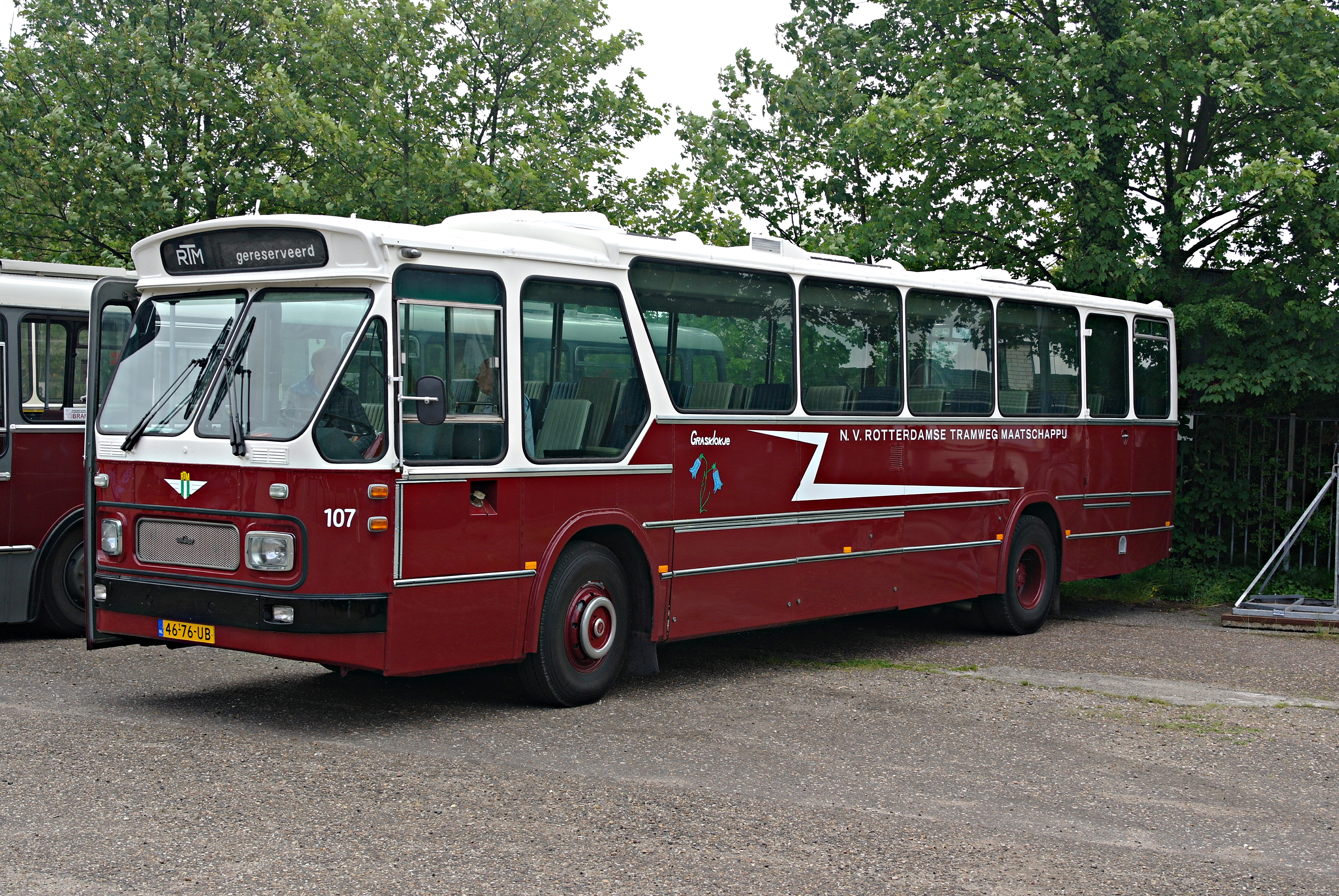
RTM-bus 107 'Grasklokje' uit 1977
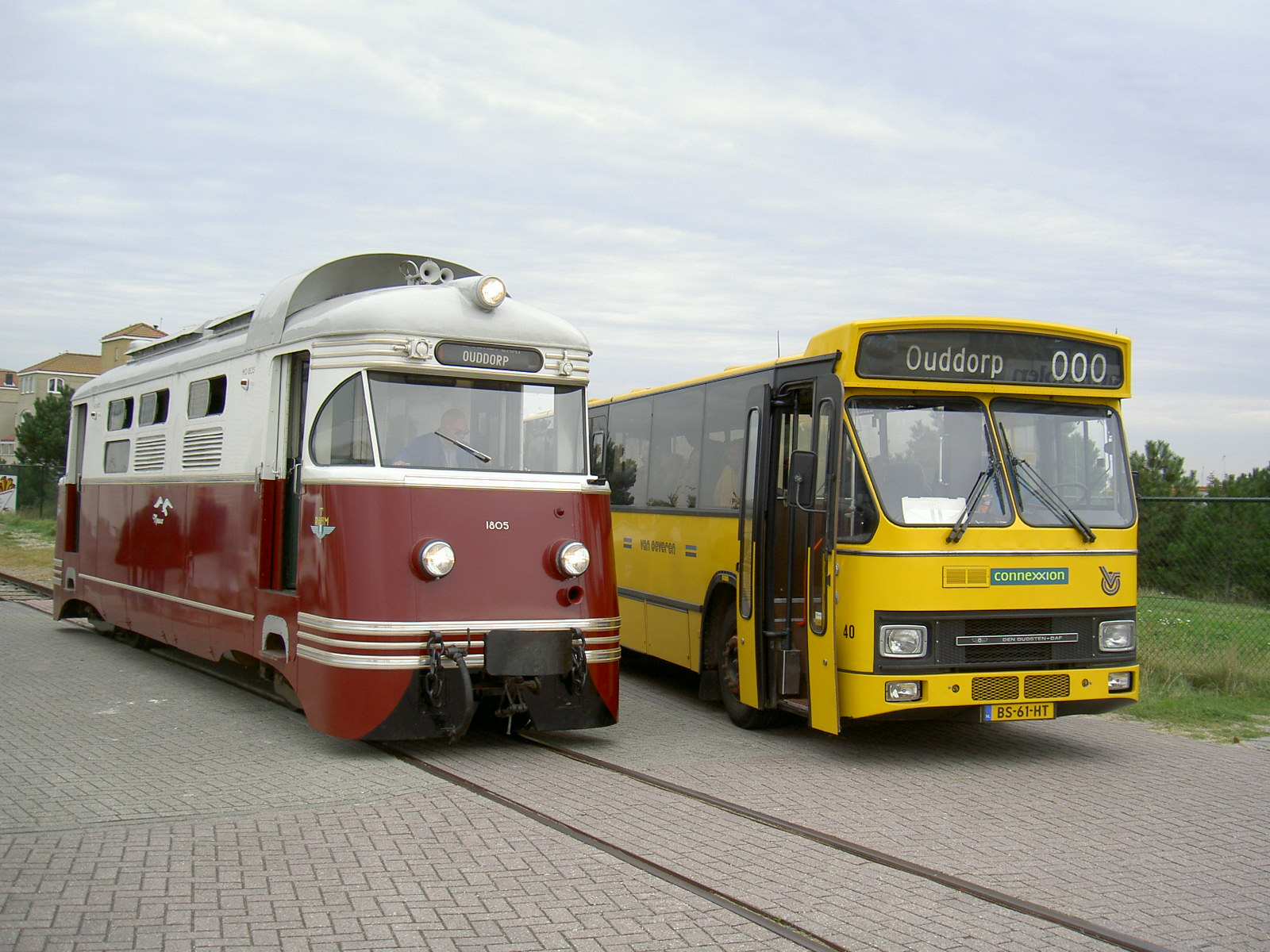
Van Oeveren-bus 40 uit 1986 en dieselloc RTM 1805 'Meeuw'

## Trammuseum

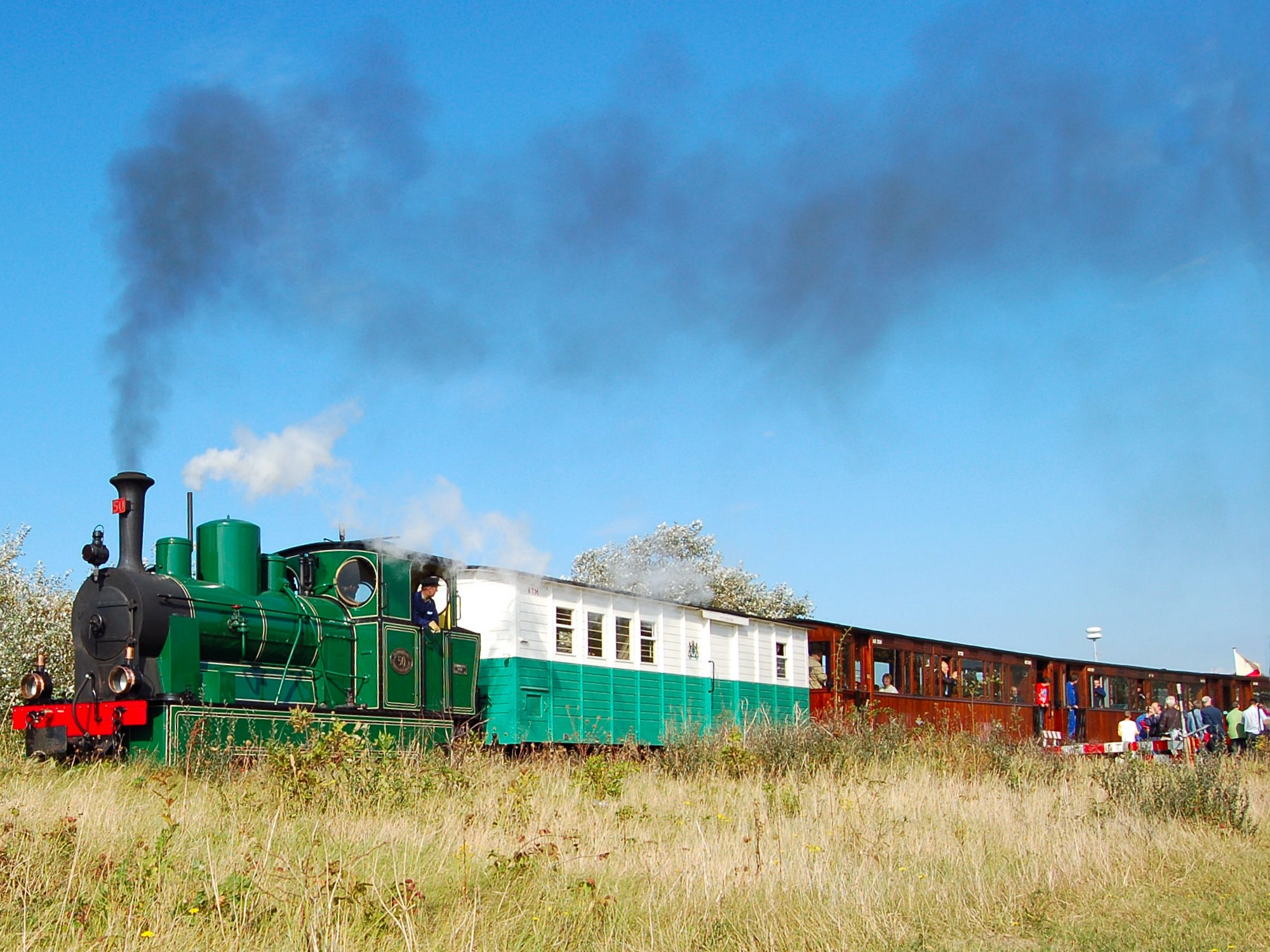
Een stoomtram met postwagen van het RTM-museum.

Na opheffing van het trambedrijf bleef dankzij de in 1965 opgerichte Tramweg-Stichting een deel van het materieel bewaard in Hellevoetsluis. In 1989 verhuisde de collectie naar Ouddorp en deze is nu in beheer bij de Stichting voorheen RTM te Ouddorp. Twee rijtuigen uit de verzameling (de 370 en 395) gingen in de jaren zeventig naar de SHM, die ze heeft omgespoord naar normaalspoor. De SHM heeft later van elders nog de bakken verworven van de rijtuigen 334 en 341. In het Nederlands Spoorwegmuseum te Utrecht zijn sinds de jaren zestig een stoomloc (57), een motorwagen (M67), twee rijtuigen (B364 en AB 417) en twee goederenwagens (458 en 635) bewaard. Dit materieel kwam in de jaren negentig in bruikleen bij de RTM te Ouddorp. In april 2009 werden deze trams officieel overgedragen aan het trammuseum.

## Trivia

### Dierennamen
De RTM had diesellocomotieven en motorwagens in dienst die naar vogels waren vernoemd, bijvoorbeeld de MABD 1602 'Reiger', MABD 1802 'Zwaluw', MABD 1803 'Kluut', MABD 1804 'Kievit', MD 1805 'Meeuw', MD 1806 'Bergeend' en MD 1807 'Scholekster'. De naam 'Sperwer' behoorde bij de MABD 1801 en later bij het driewagenstel MBD 1700 EB 1701-1702. De gewoonte om dierennamen (niet alleen van vogels, maar ook van zoogdieren en vlinders) te geven aan het materieel werd bij het busbedrijf voortgezet. Zo heeft de bewaard gebleven Leyland-Verheul autobus 38 uit 1966 de naam ‘Wasbeer’.

### Gelegenheidsgeschenk
Ter gelegenheid van de voltooiing van het tramwegennet op de Zuidhollandse eilanden gaf de RTM in 1909 een boekje uit: Van de Rotte tot de Schelde : dwaaltochten over de Zuid-Hollandsche en Zeeuwsche eilanden / Henri Dekking, met illustraties van J.B. Heukelom.

### Bron
Inventarisatie-RTM.pdf (Tastbare herinneringen aan de verdwenen tramlijnen van de Rotterdamse Tramweg Maatschappij).
- Virtual International Authority File: 159222028